# Музей мистецтв округу Лос-Анджелес
Музе́й мисте́цтв о́кругу Лос-А́нджелес (англ. Los Angeles County Museum of Art звідси абревіатура LACMA) — найбільший художній музей міста Лос-Анджелес, розташований в декількох приміщеннях на бульварі Вілшир.

## Розташування
Найбільший художній музей західного узбережжя Сполучених Штатів розташований на бульварі Вілшир в декількох різних приміщеннях. Неподалік розташовані відомі в науковому світі США пам'ятки геології та палеонтології: парк Генкок зі скам'янілими залишками періоду плейстоцену та бітумні озера Ла-Брея.
Музей має внутрішні і зовнішні експонати сучасного мистецтва. Окремо експоновані також твори японського мистецтва (Павільйон японського мистецтва, архітектор Брюс Гофф, 1988 р. побудови).

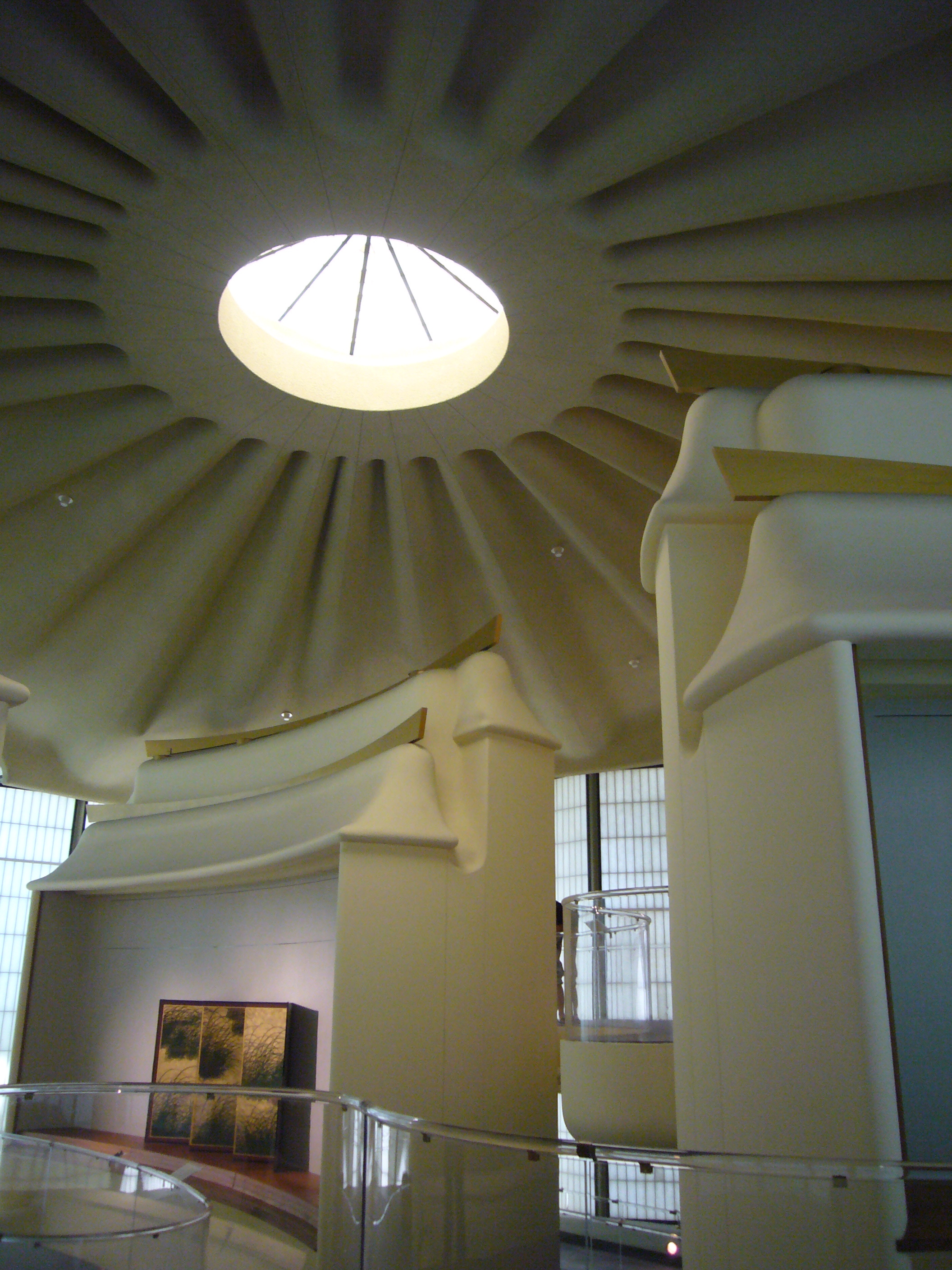
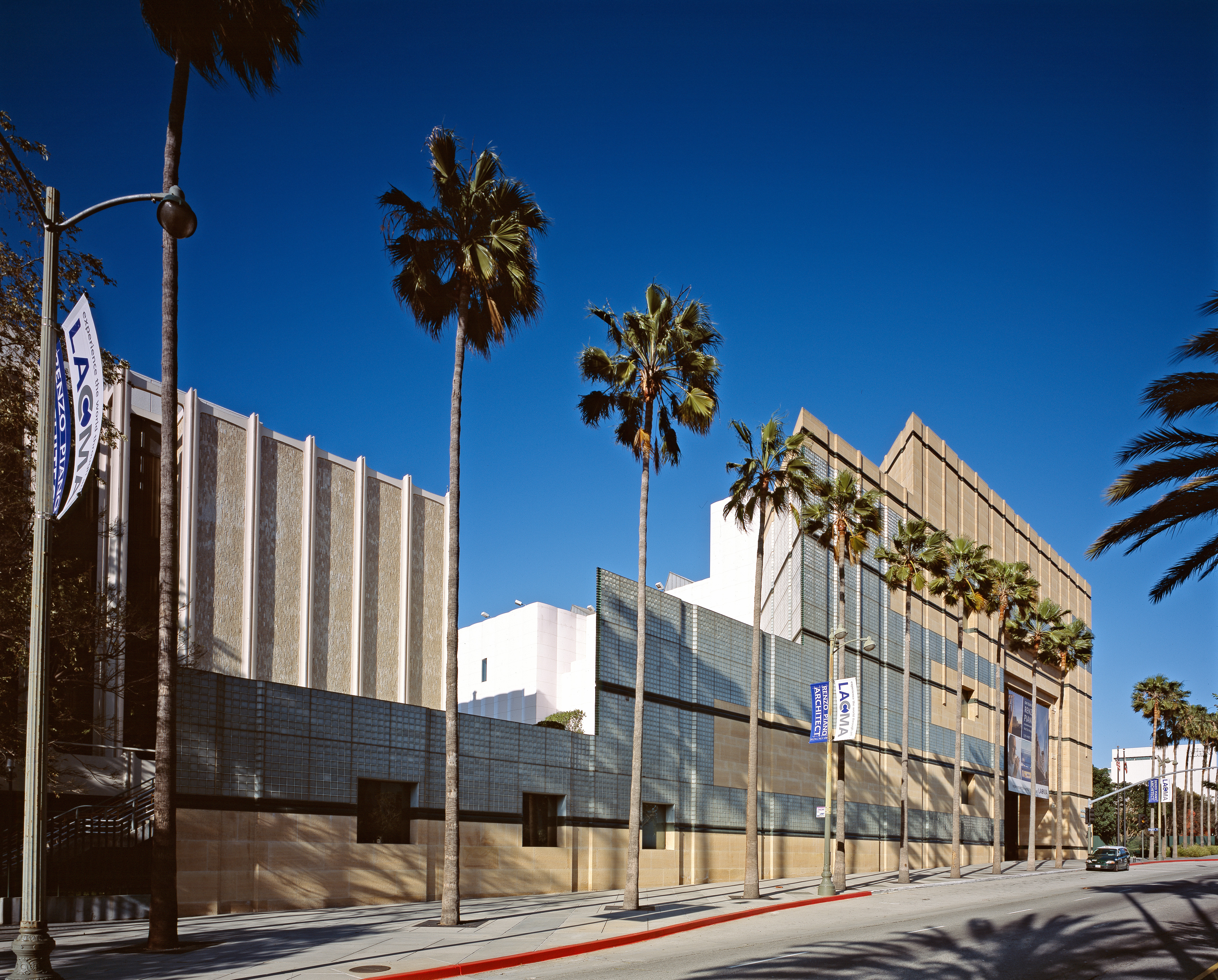
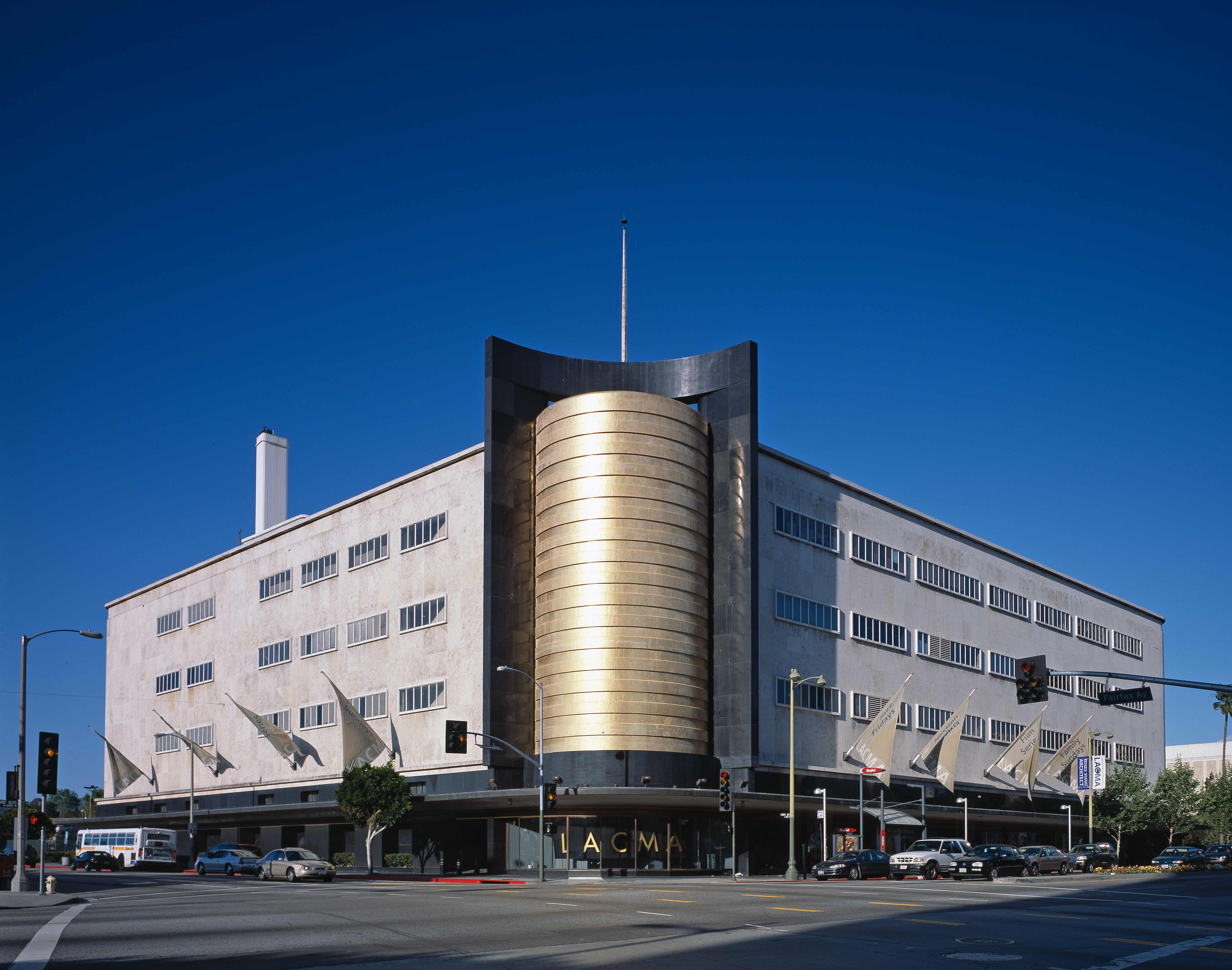
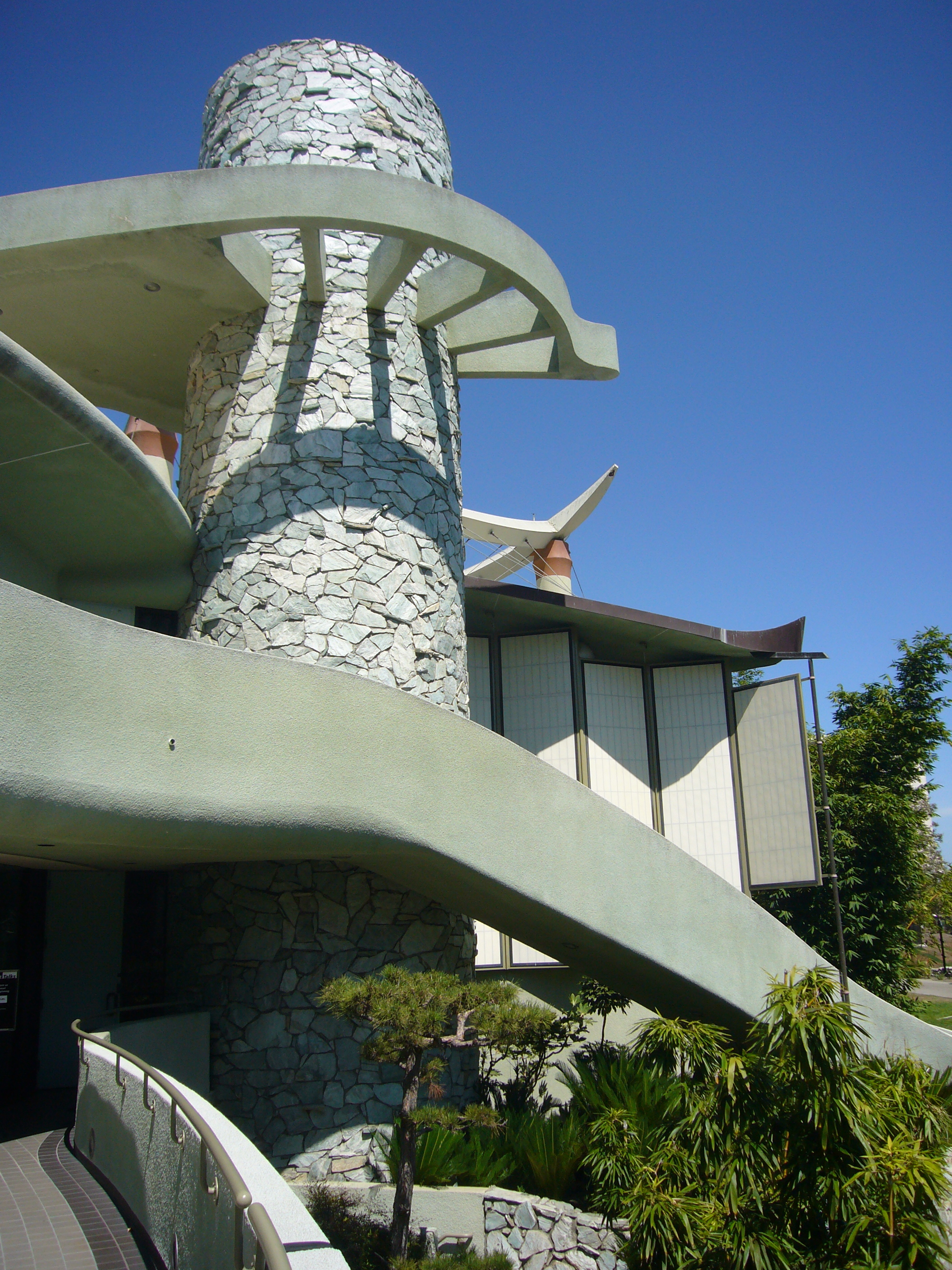

## План нового приміщення «Чорна лілея»
Активно працює музейна нарада. За її сприяння до створення проєкту нового приміщення музею було запрошено архітектора Рема Колхаса, але його проєкт відхилили.
Потім тут працював італійський архітектор Ренцо Піано. За його проєктом з 2004 року поряд із існуючими спорудами музейного комплексу були вибудувані Музей сучасного мистецтва Броуд та виставковий павільйон Ресник. На цьому співпрацює з архітектором Ренцо Піано припинили і проєкт нового приміщення замовили архітектору Петеру Цумтору. За проєктом Цумторуа новий корпус матиме силует лілеї заради збереження вже існуючого павільйону японського мистецтва. Пласкі й широкі дахи нового приміщення запропоновано перетворити на велетенську сонячну батарею. Це надасть можливість повністю забезпечити електрикою музей, а залишки електрики передавати на потреби міста.

## Колекції

### Твори мистецтва Стародавнього Єгипту

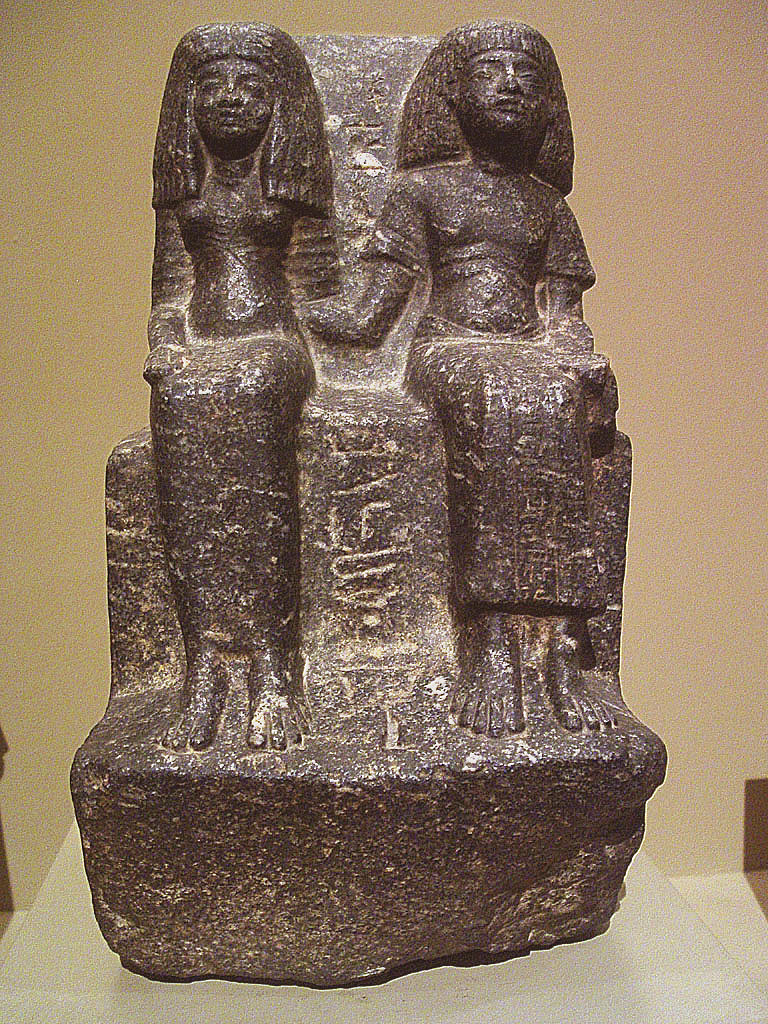
Подвійна скульптура Узерхата та Ка, чорний граніт, рання 19-а династія
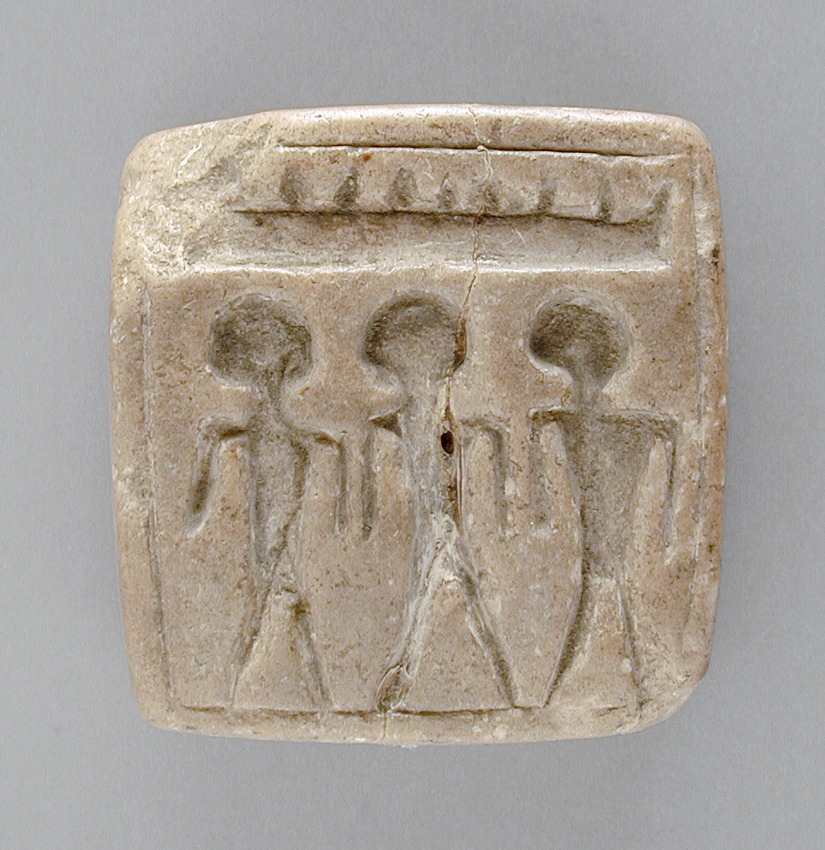
Кам'яний амулет з фігурами
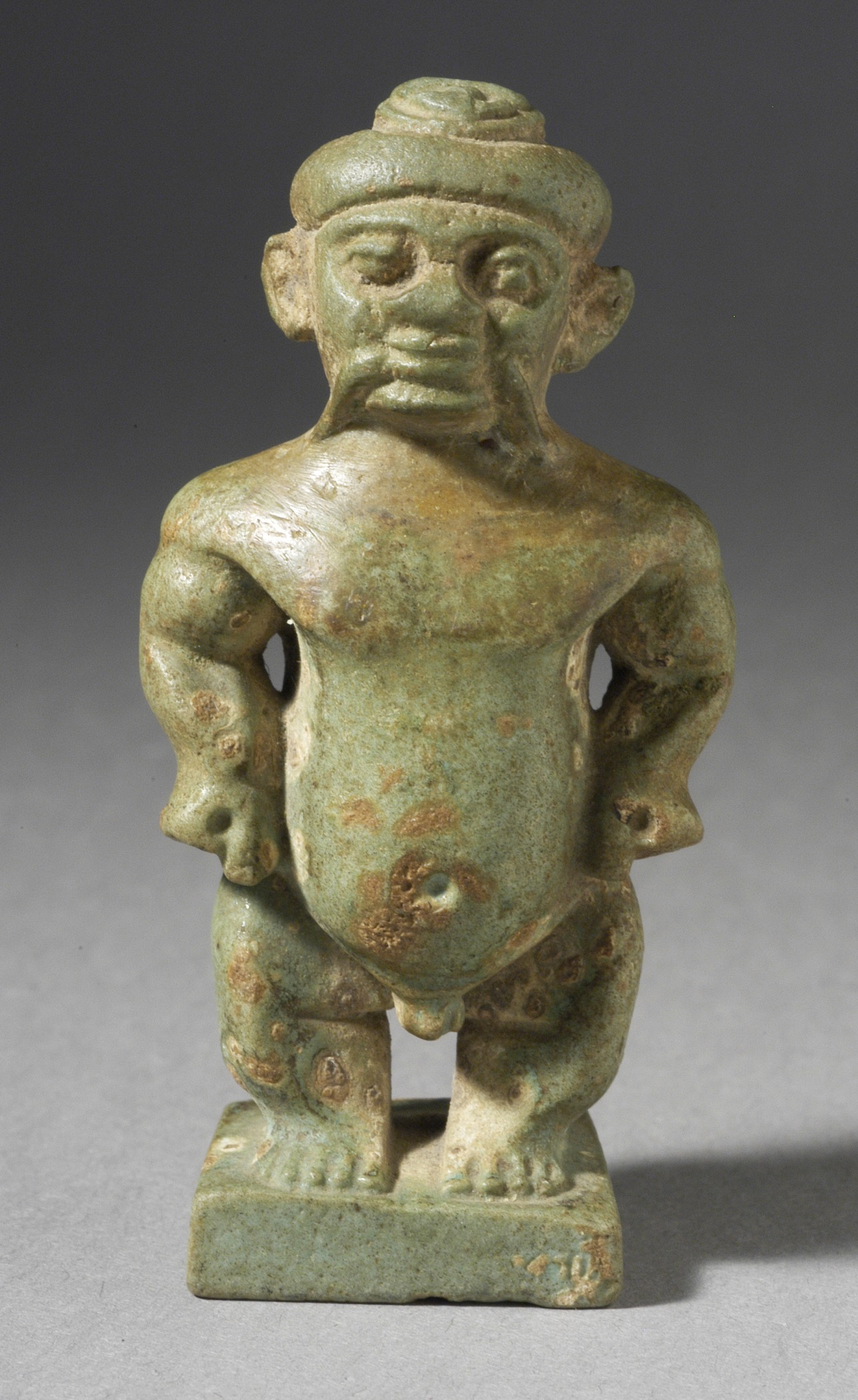
амулет із фаянсу
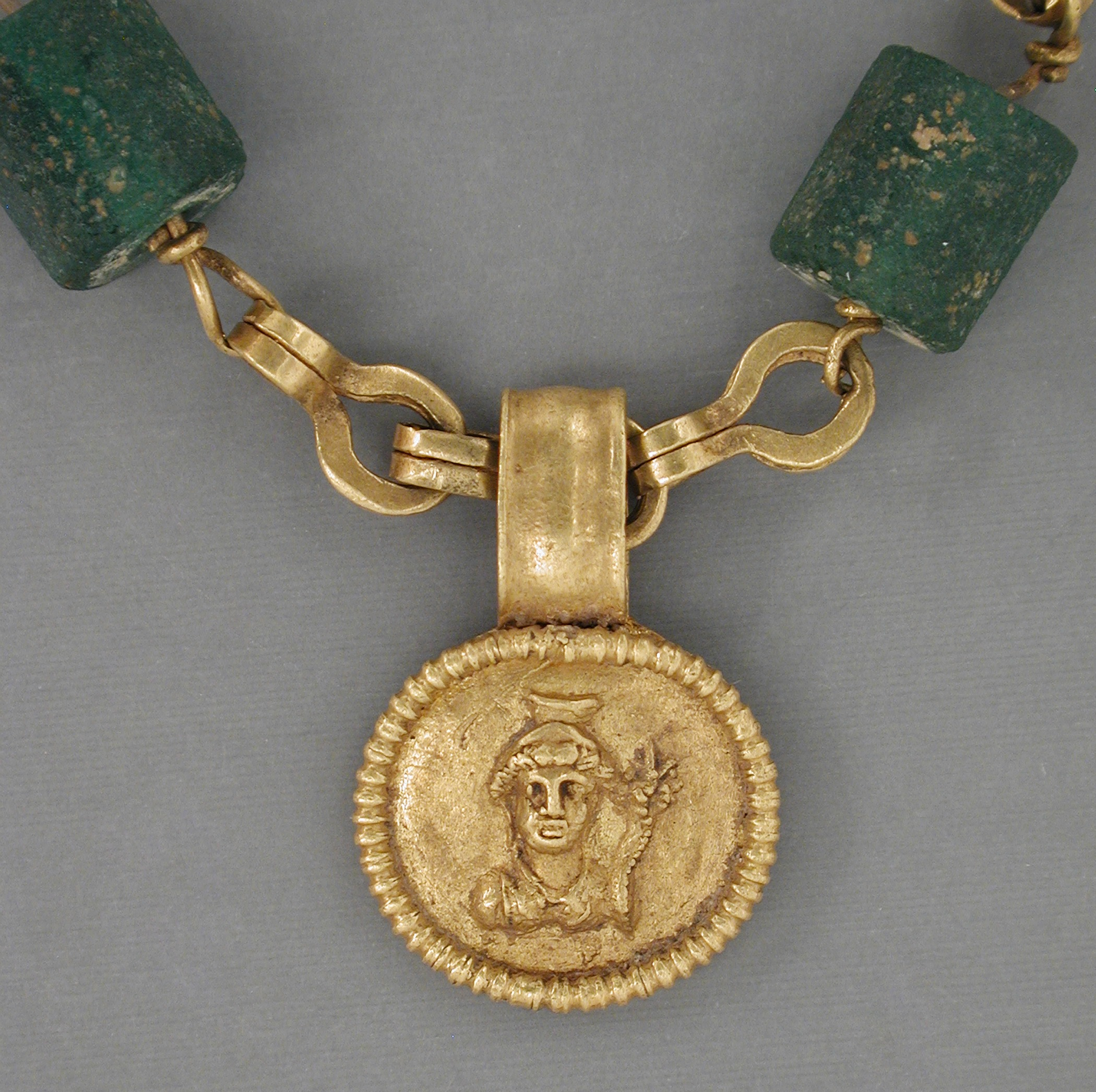
Кольє з зеленими намистинами та золотим медальйоном, Римський період Єгипту, до 300 р. н. е.

### Керамічні центри Італії

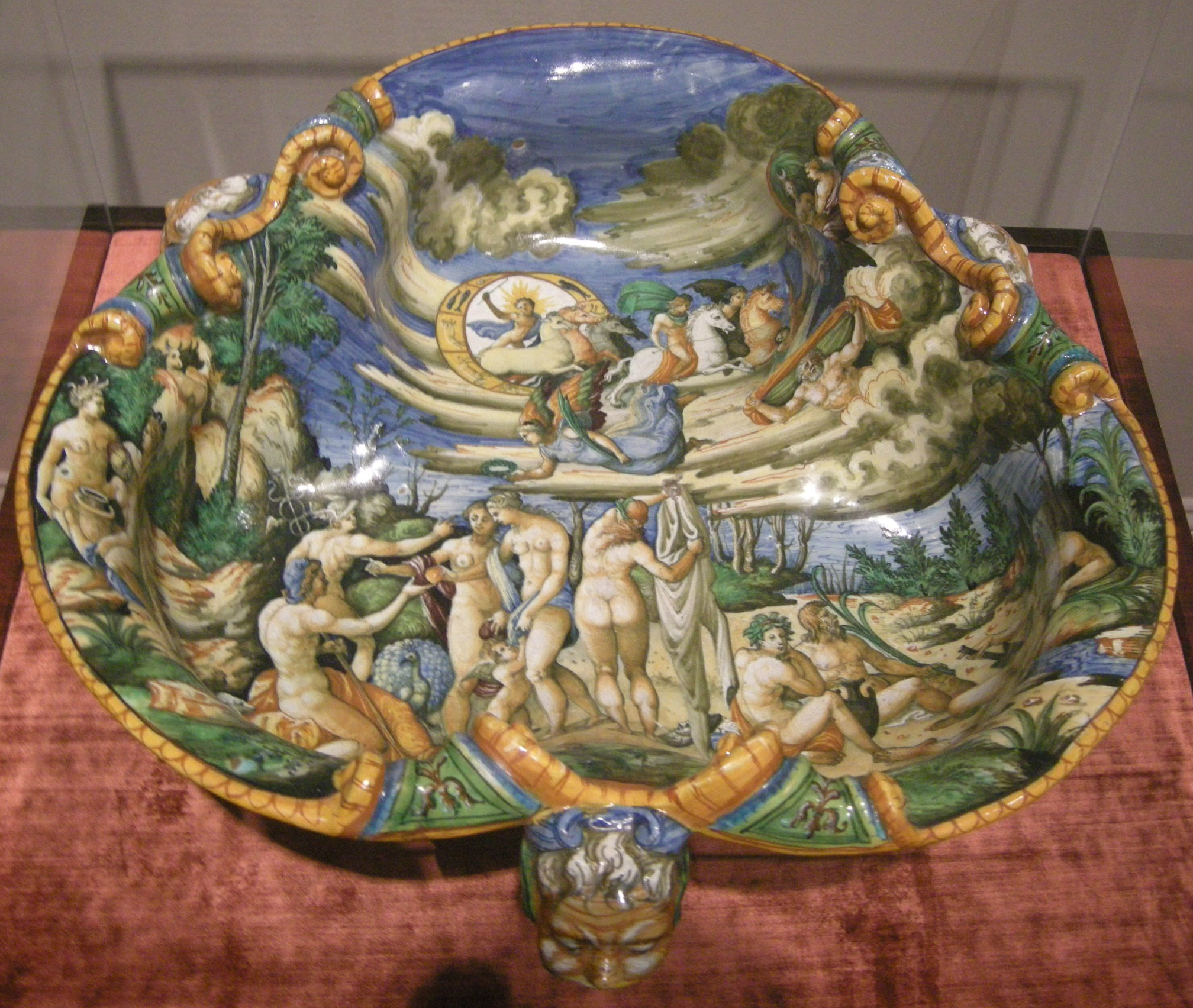
Майстерня Ораціо Фонтана, до 1571 року.
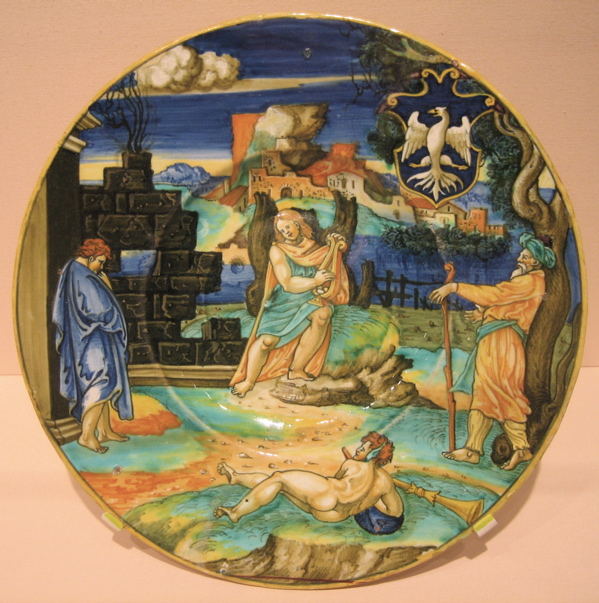
Франческо Ксанто Авеллі да Ровіго, таріль з Аполлоном, бл. 1530 р.
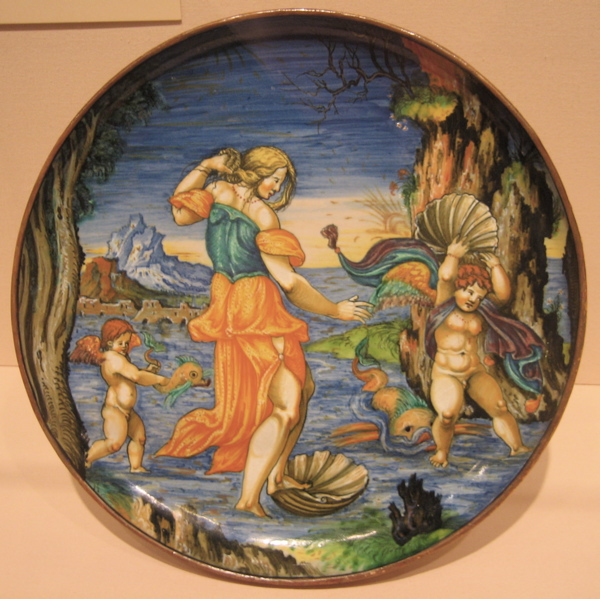
Франческо Ксанто Авеллі да Ровіго, таріль з сюжетом «Народження Венери»
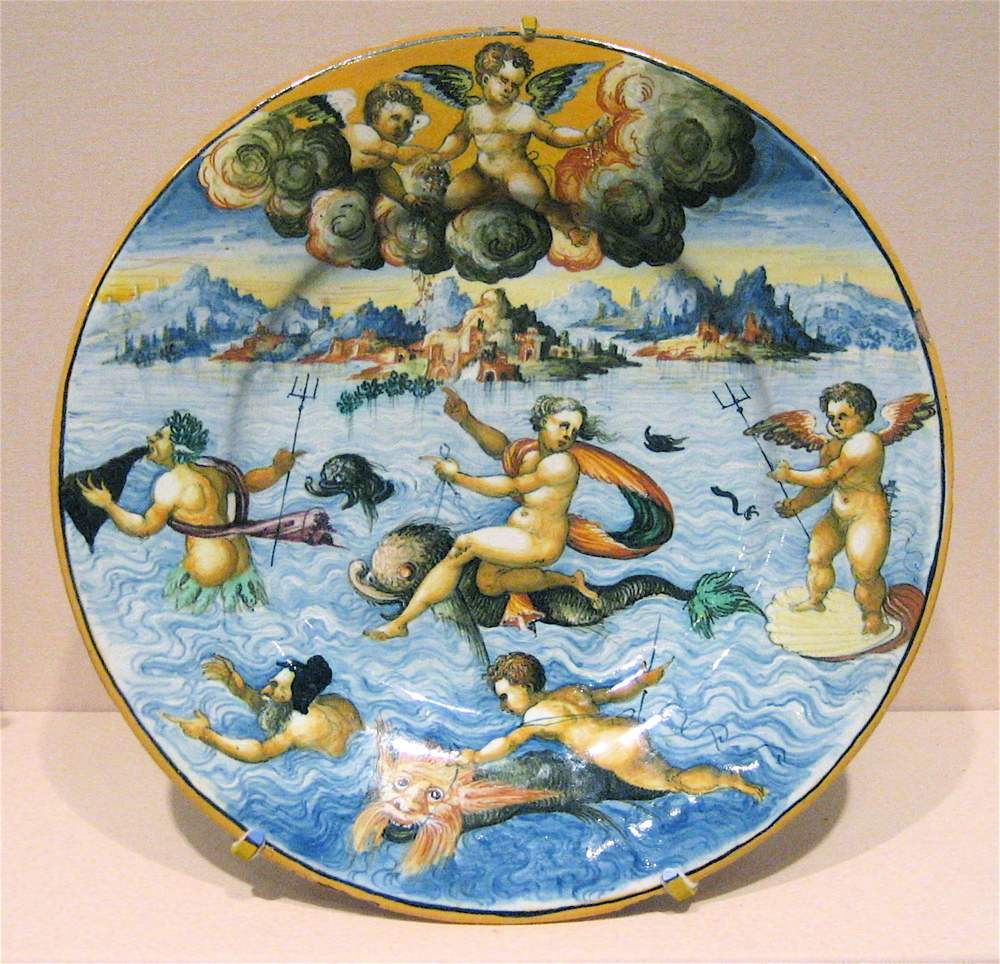
таріль «Тріумф Галатеї», Урбіно, до 1575 р.

### Мистецтво доколумбової Америки

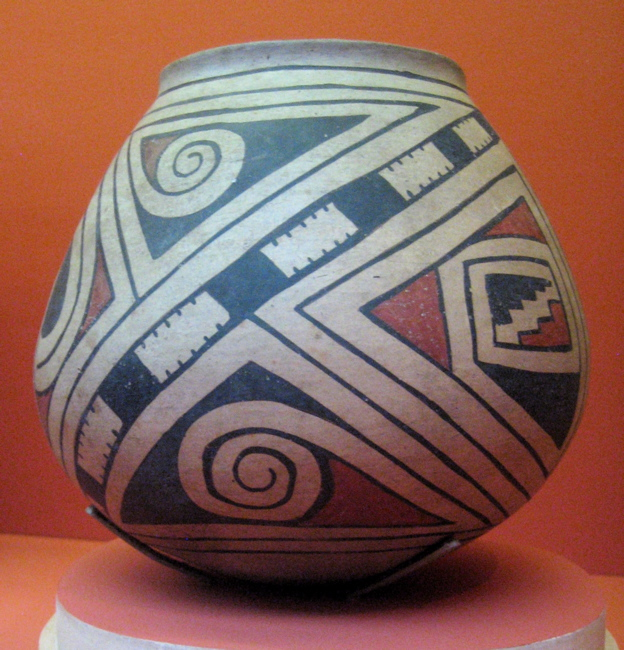
Культура чихуахуа, Мексика, 1280-1450 рр н. е.
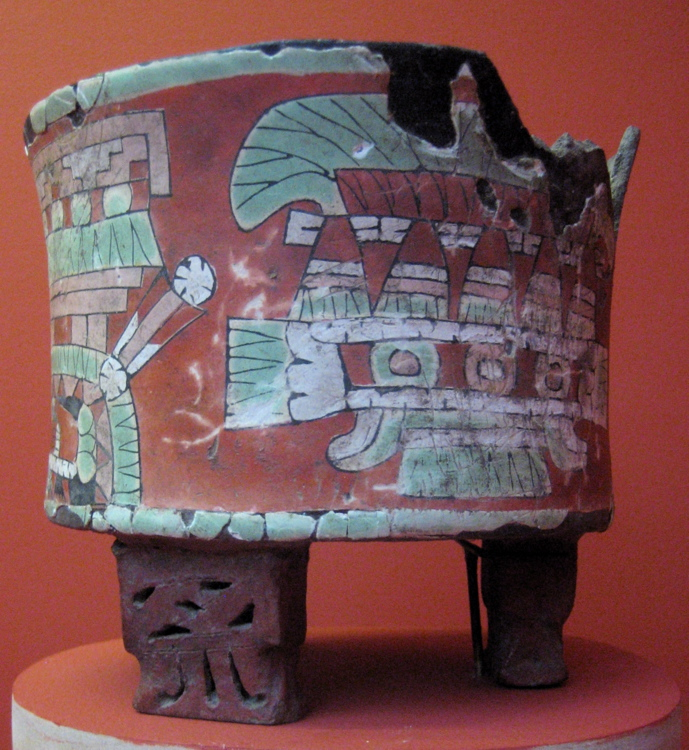
Культура теотіуакан, Мексика, 400-650 рр н. е.
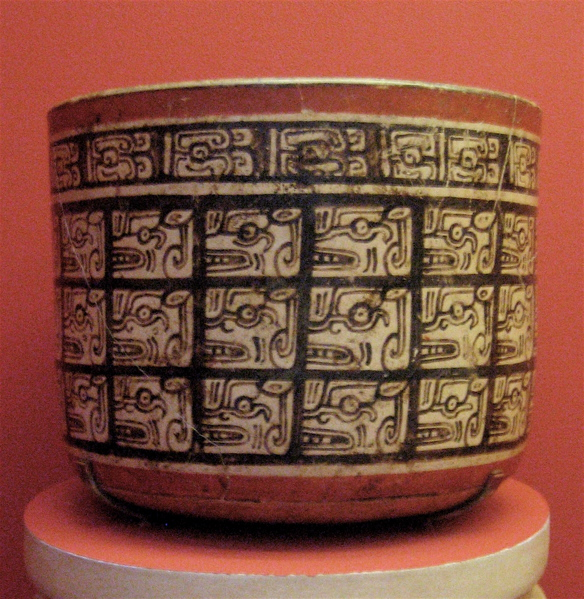
Майя, Кобан регіон, Гватемала, 650-850 рр н. е.
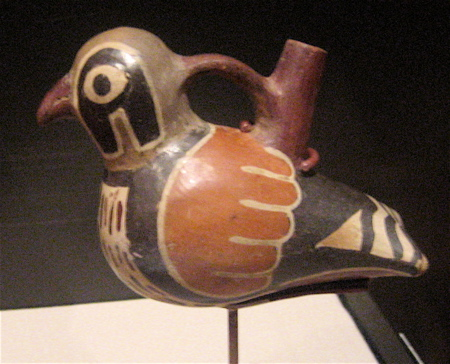
Фігурний горщик у вигляді птаха, Перу, Ранній період Наска, до 200 рр н. е.

### Колекції  кераміки

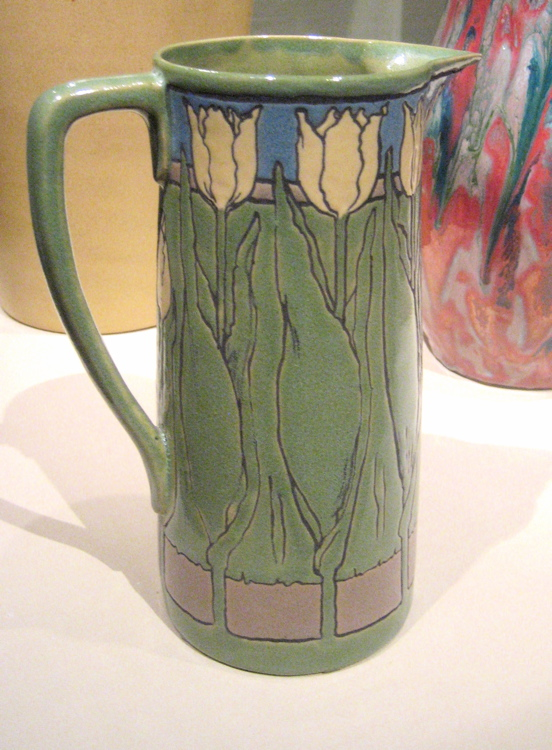
Кераміст Пол Ревер (1907–1942), США, Бостон. Келих для суботнього жіночого клубу доби сецесії, 1914 р.

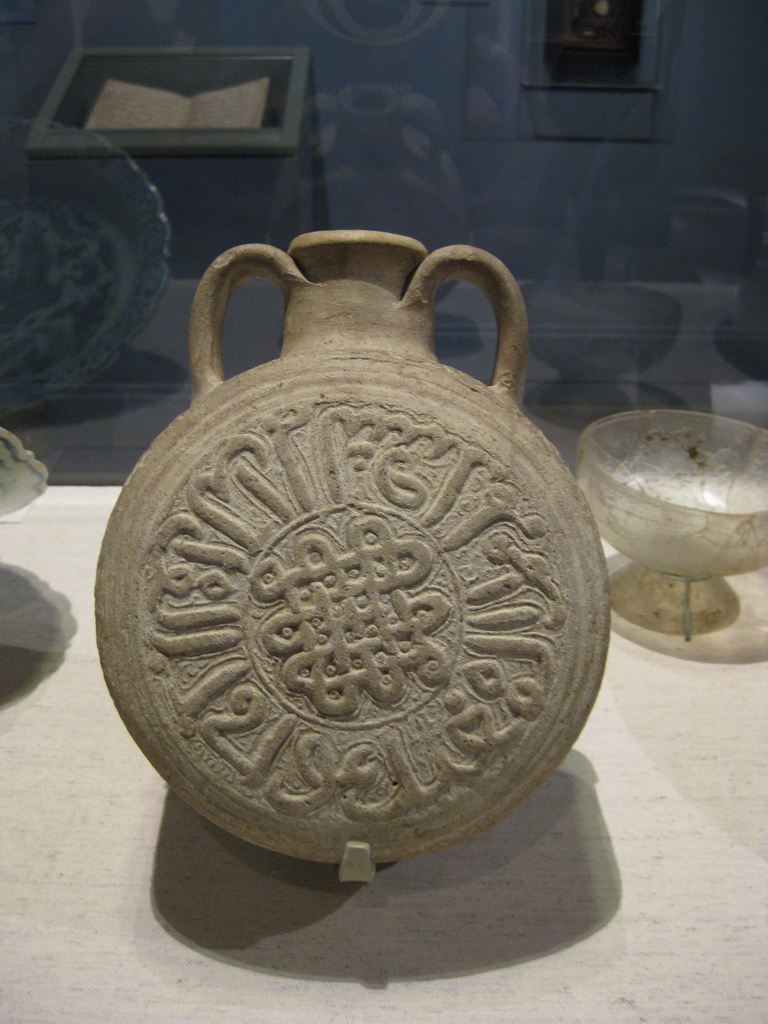
Горщик 15 ст. Сирія або Арабський Єгипет
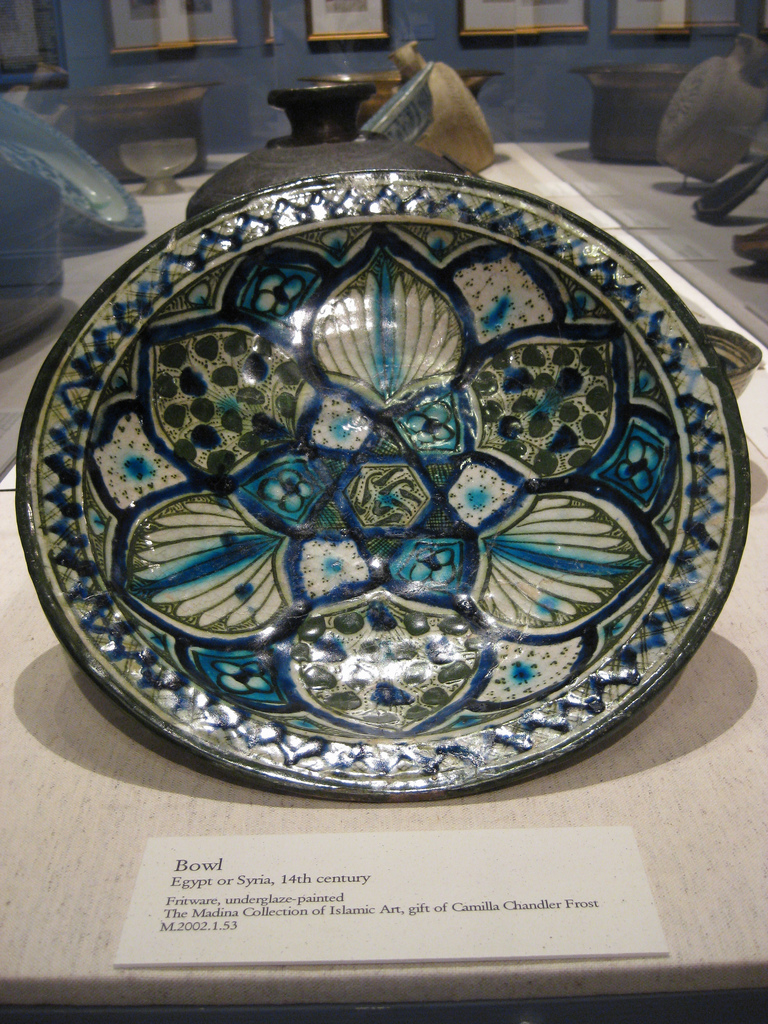
Таріль з люстром 14 ст. Сирія або Арабський Єгипет
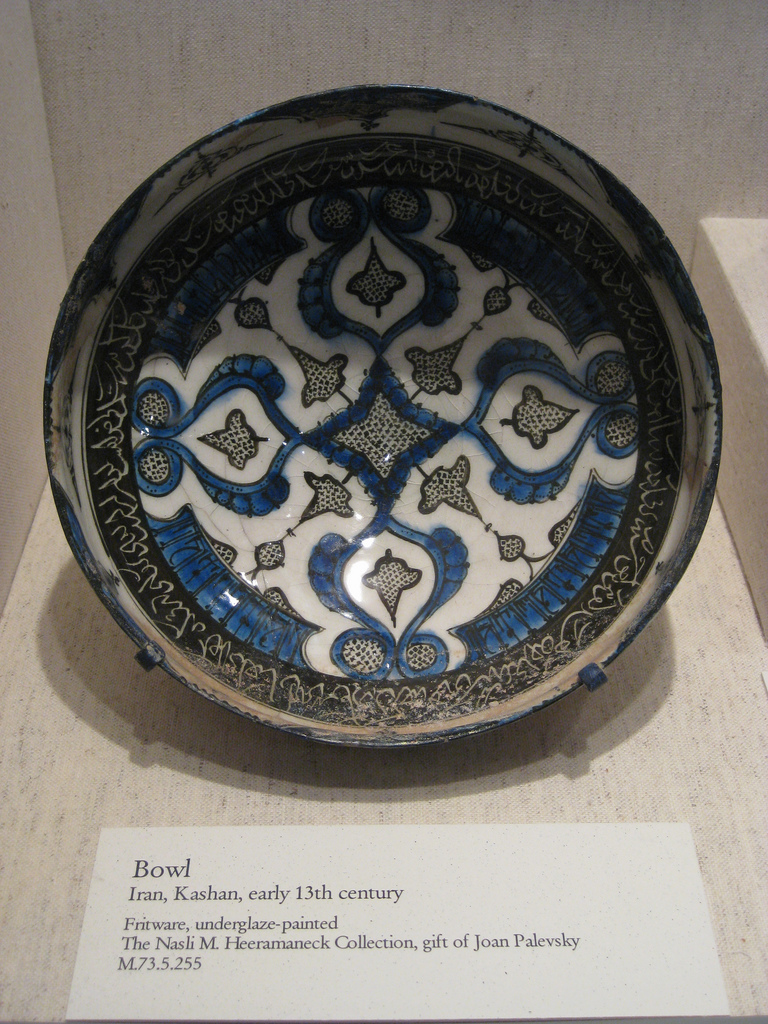
Таріль з арабським написом 13 ст. Іран (Персія), Кашан.
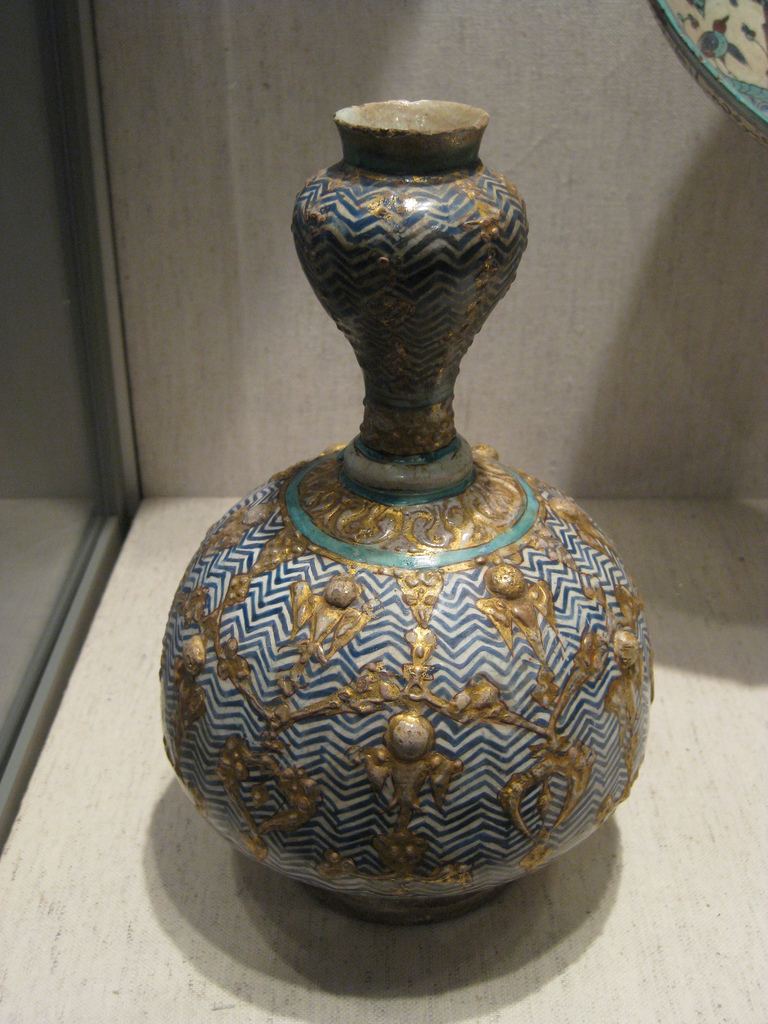
Керамічна пляшка 13 ст. з мальованим і ліпленим декором. Іран (Персія)
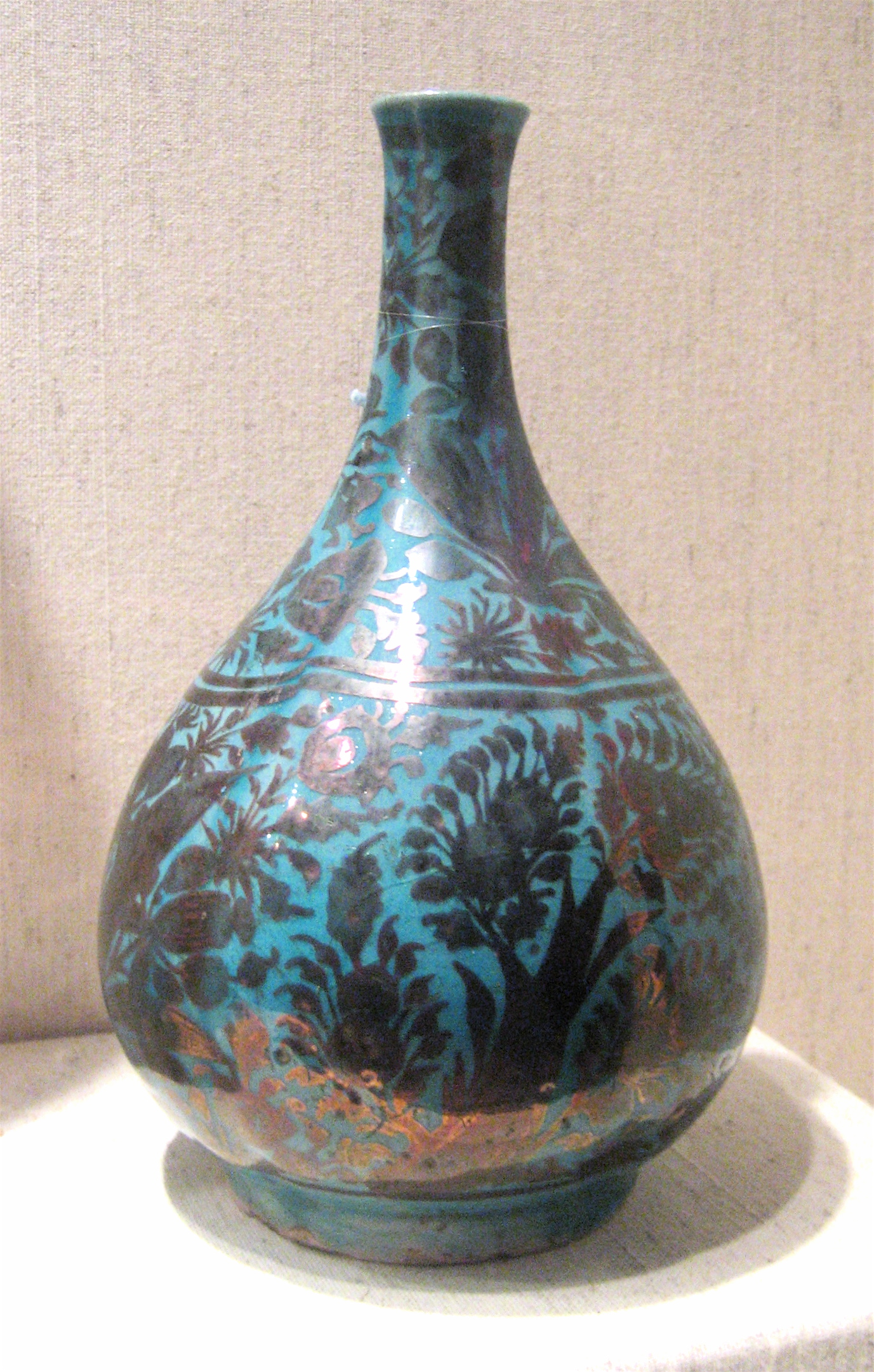
Керамічна пляшка для вина, Іран (Персія) 17 ст.
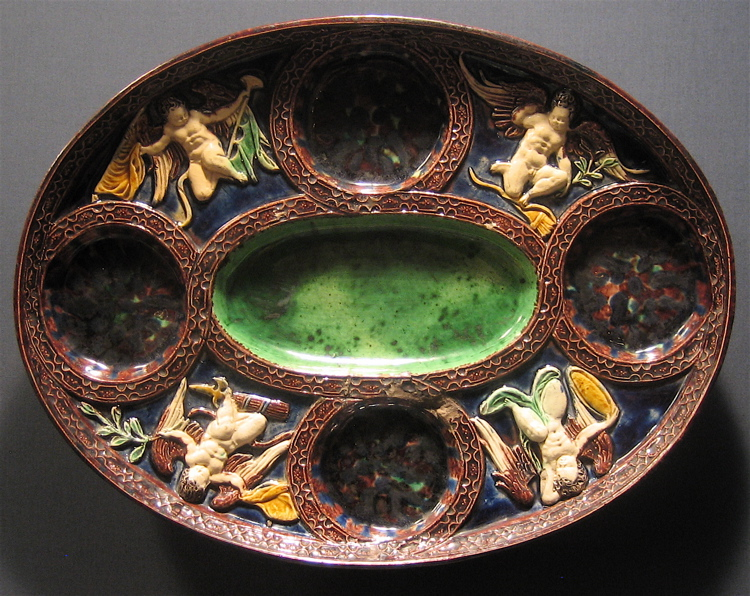
Керамічна таріль з іграми путті, Франція, послідовник Паліссі, до 1600 р.
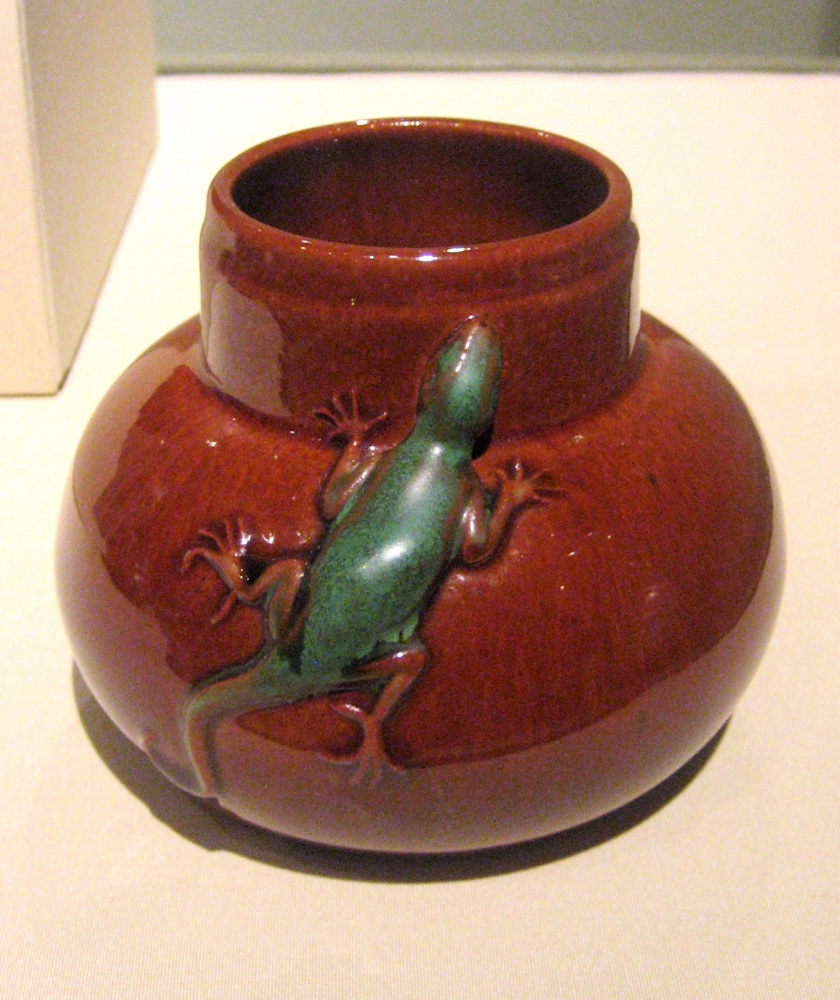
Кераміст Александер Робертсон (1840–1925), Британія.  Авторська кераміка з ящіркою, до 1913 р.
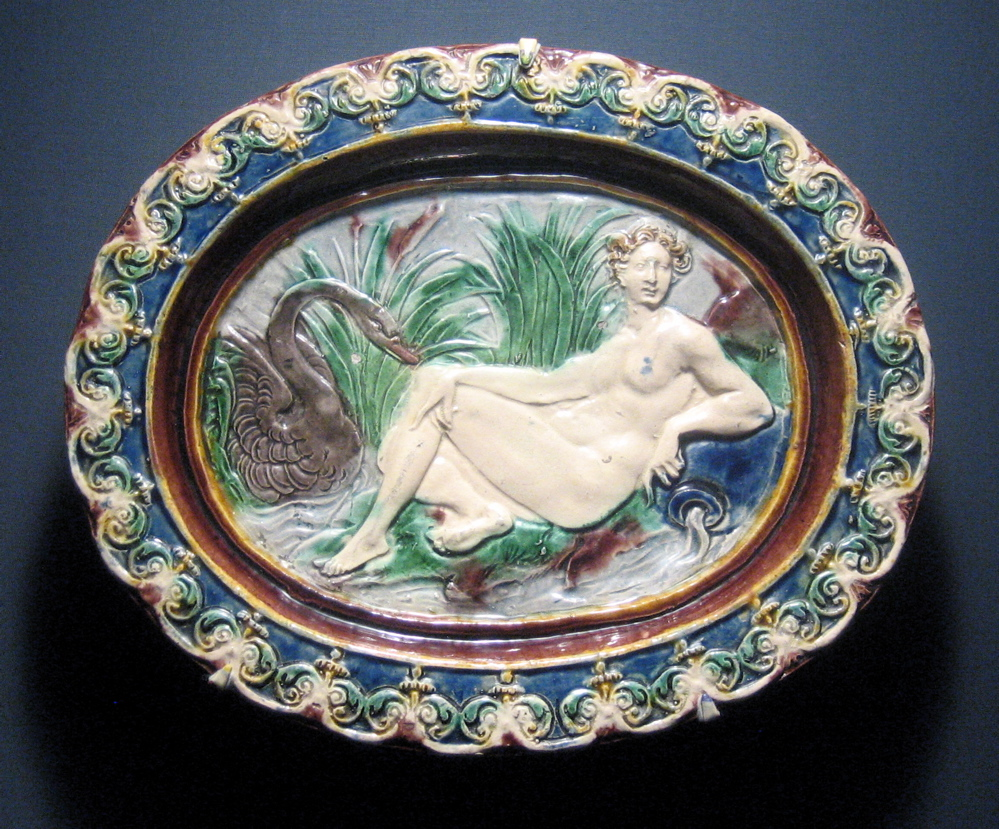
Керамічна таріль «Леда і лебідь», Франція, послідовник Паліссі, до 1600 р.

## Медальєрне мистецтво

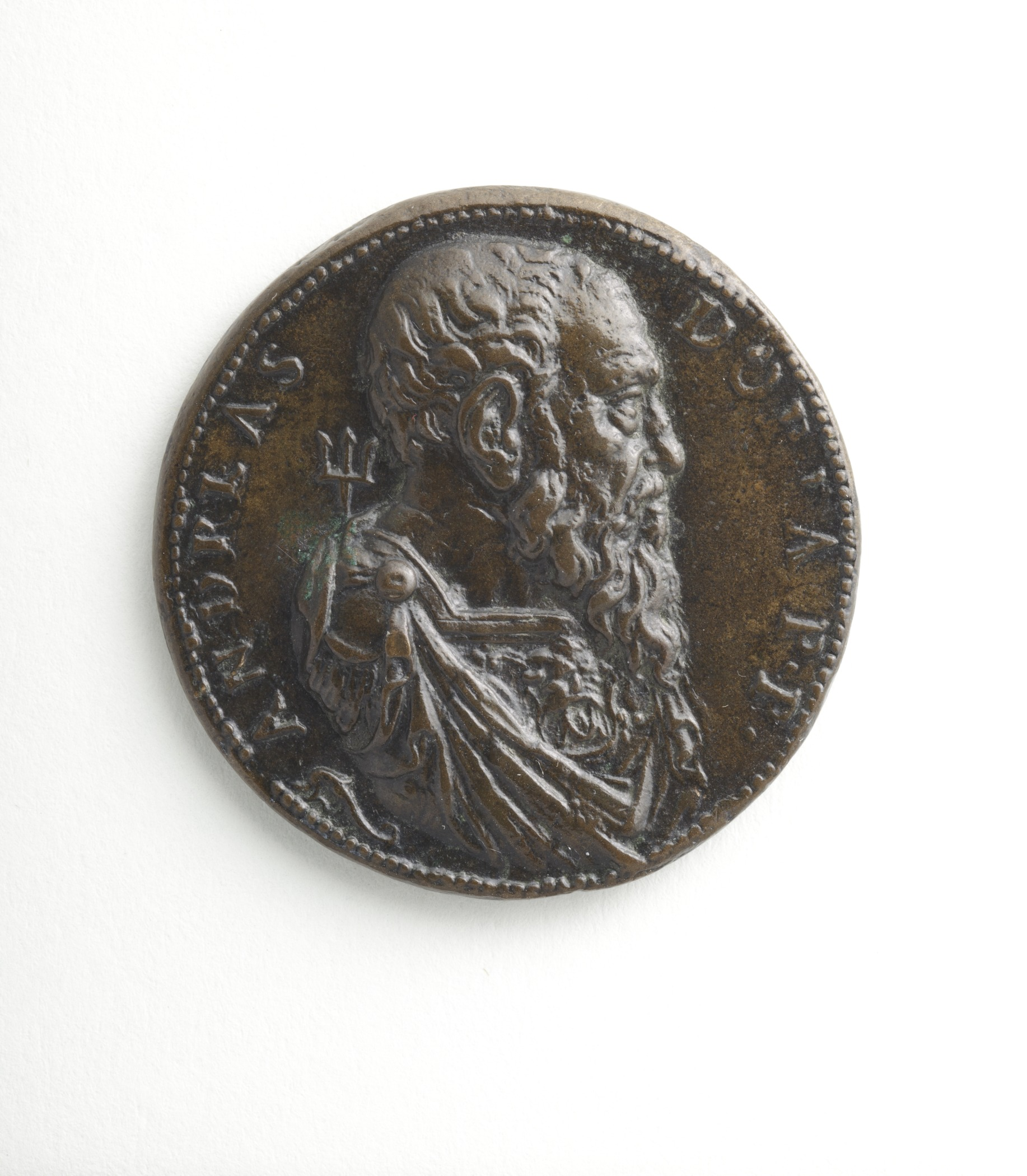
Леоне Леоні, медаль «Андреа Доріа», музей мистецтв округу Лос-Анжелес.
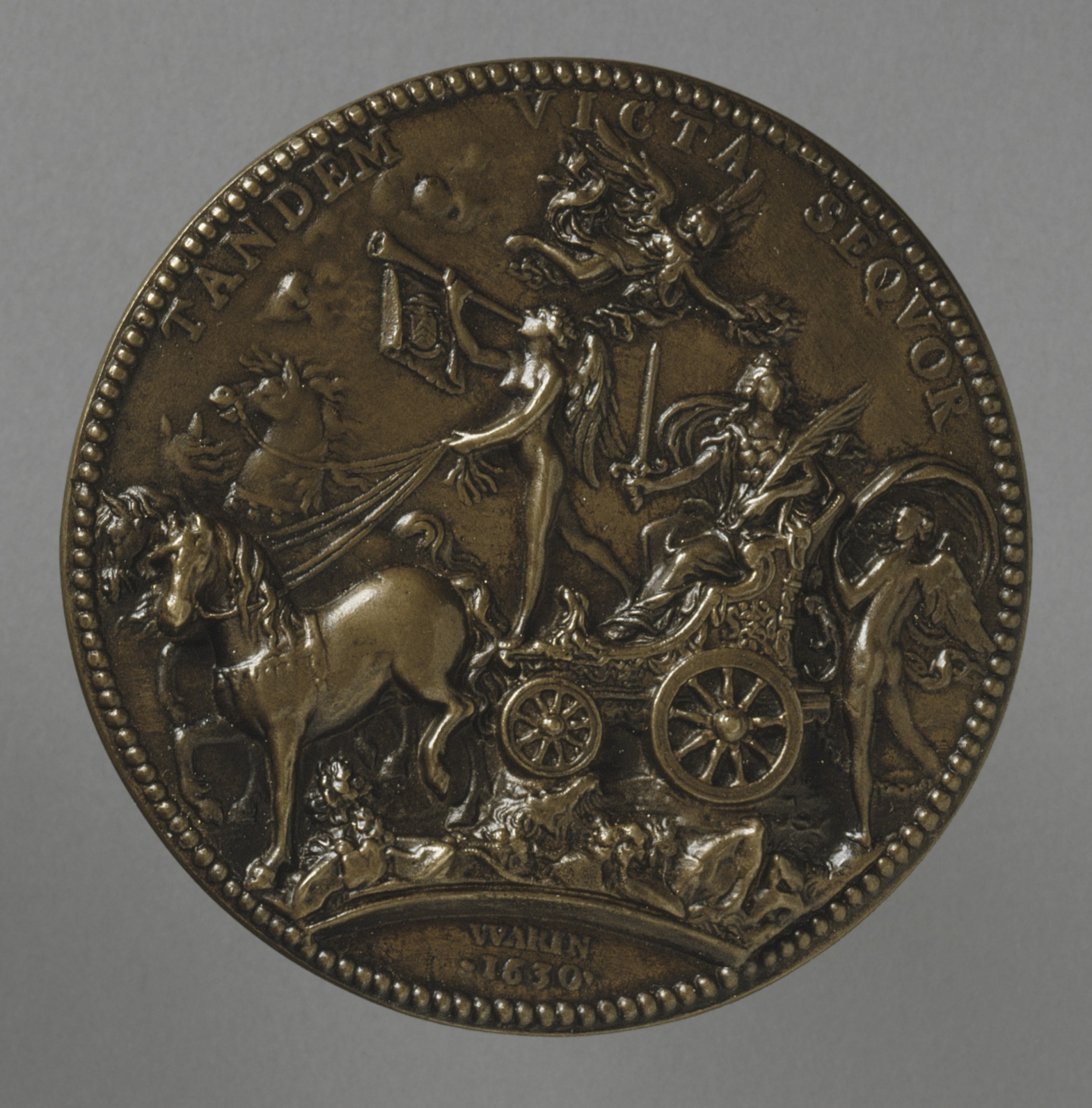
Жан Варен (Jean Warin, Франція, 1606–1672), Алегорія
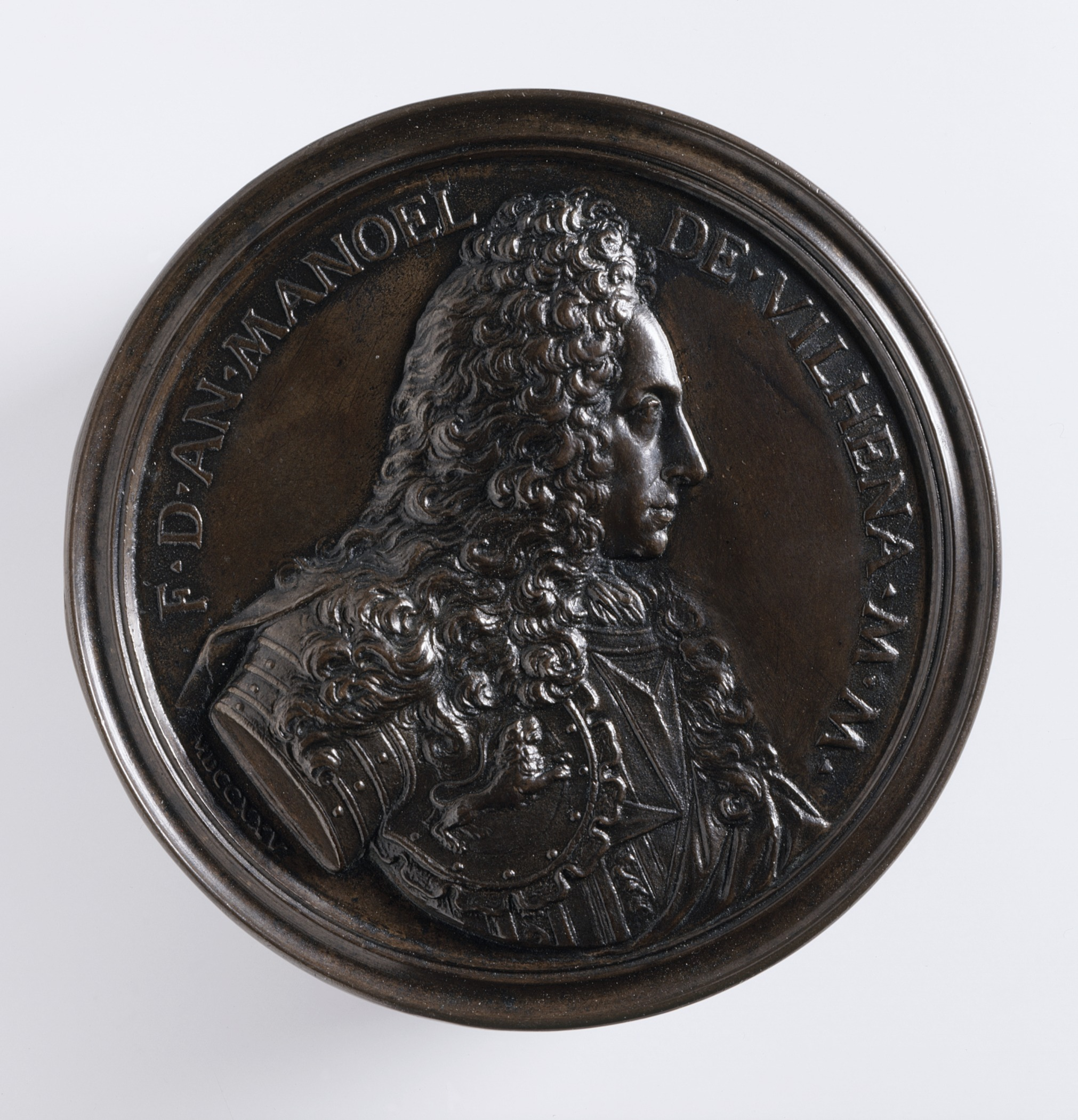
Медальєр Массіміліано Сольдані, «Алегорія на заснування фортеці Мануель, Валетта», аверс
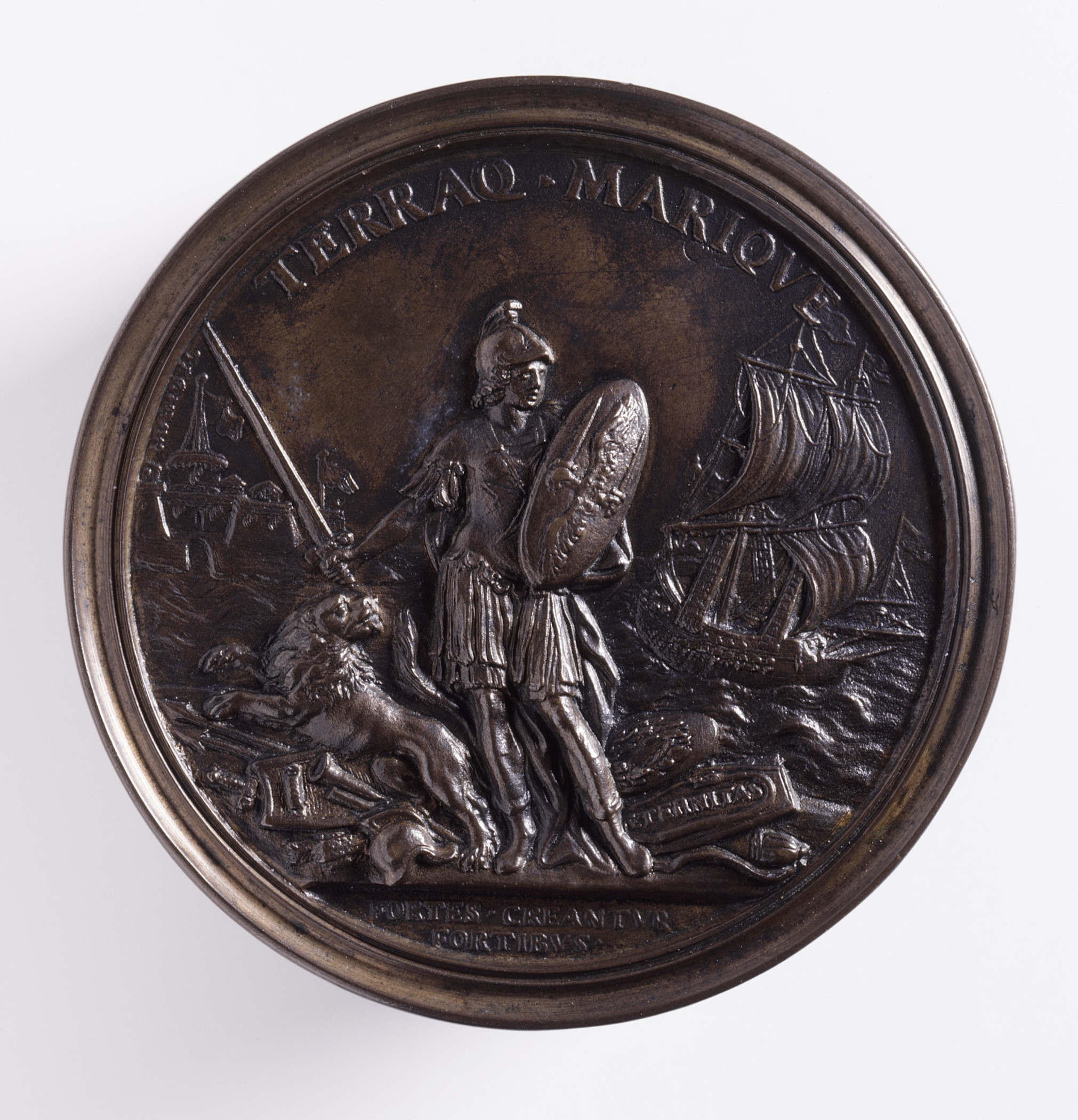
Медальєр Массіміліано Сольдані, «Алегорія на заснування фортеці Мануель, Валетта», реверс
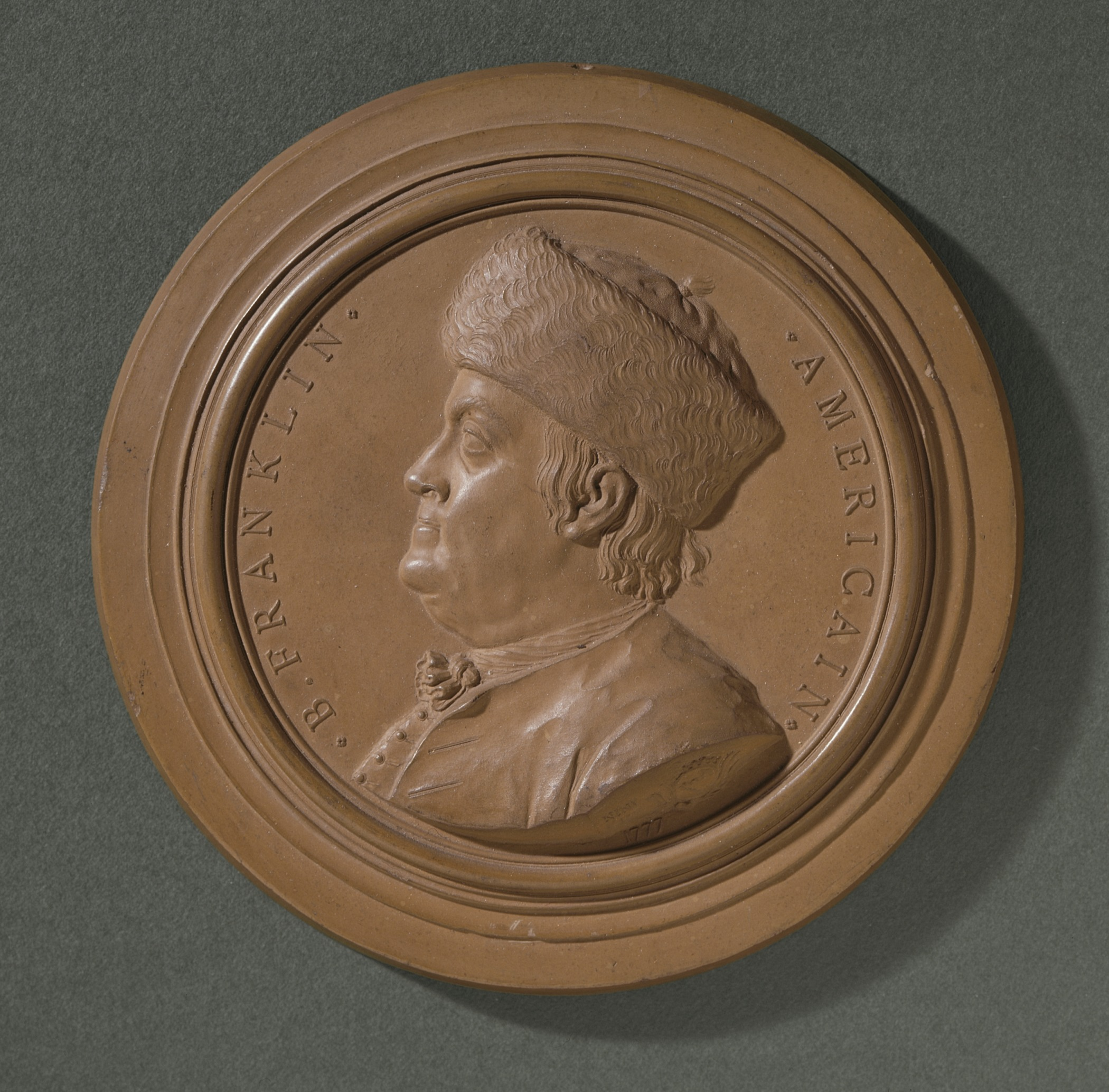
Медальєр Жан-Баттіст Ніні (1717–1786), Бенджамін Франклін

## Меблі

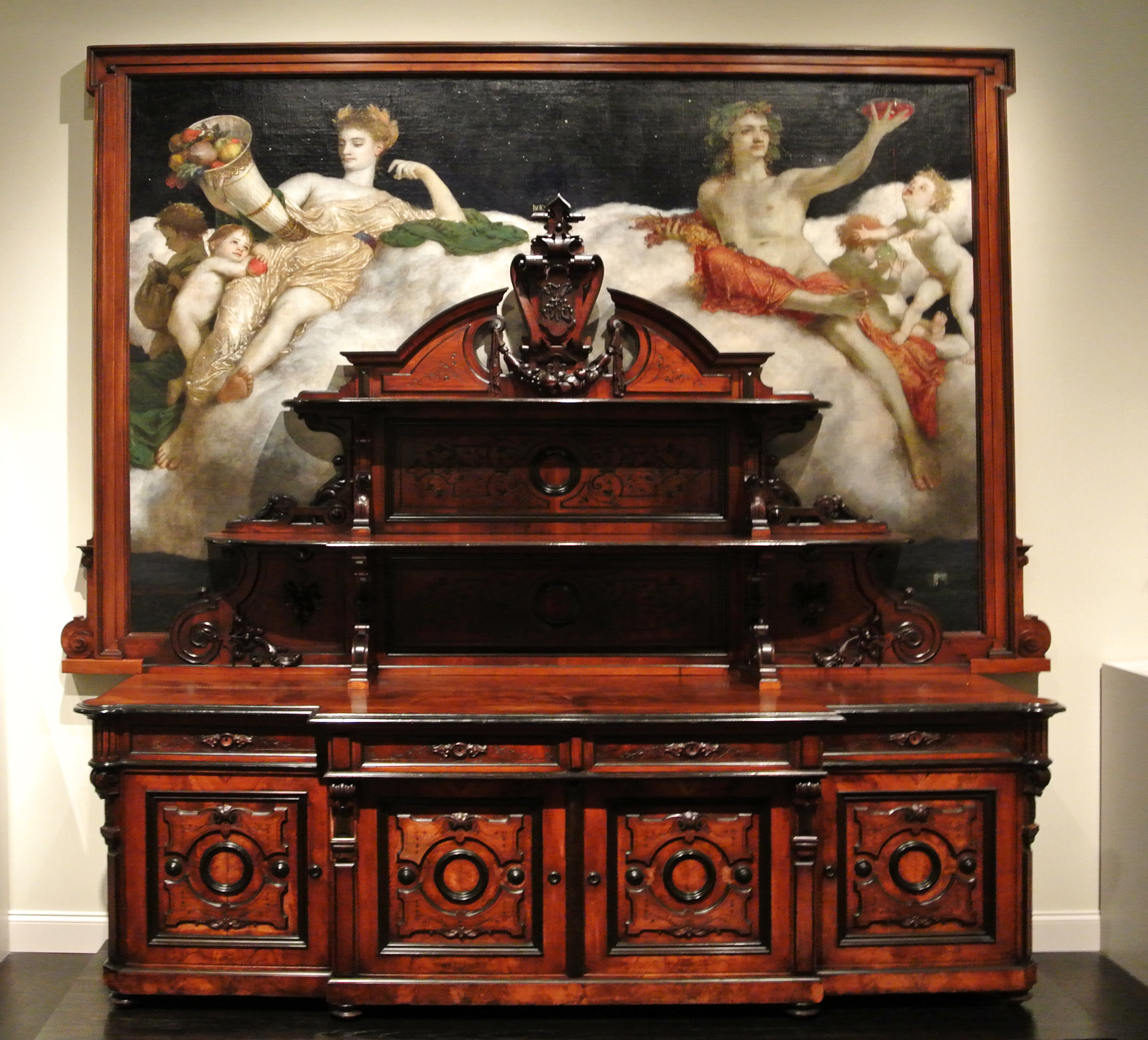
Буфет в стилі неоренесанс, живопис «Богиня Церера і Вакх» — художник Арнольд Беклін

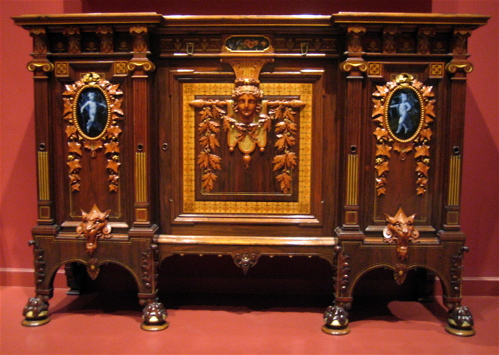
Брати Гертер, Нью-йорк, кабінет, 1875 р.
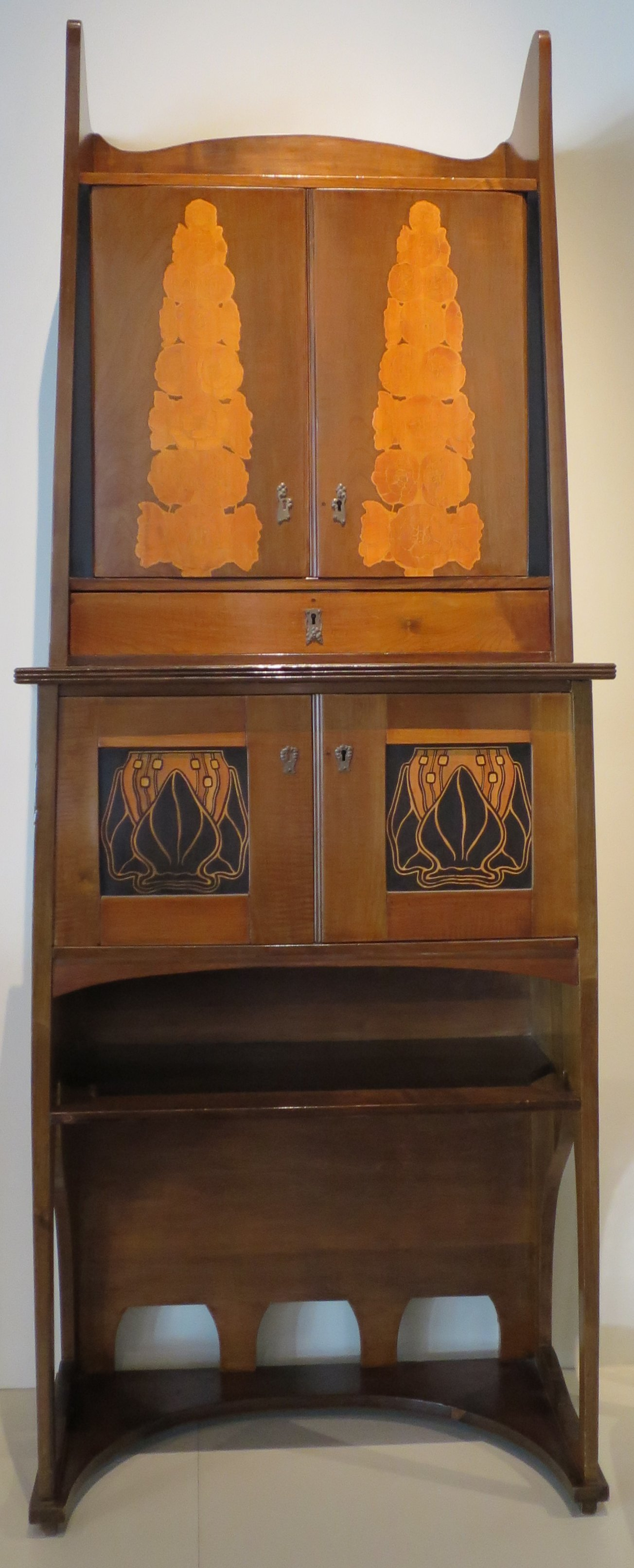
дизайнер Йозеф Марія Ольбріх, Австрія. Кабінет, 1900 р.
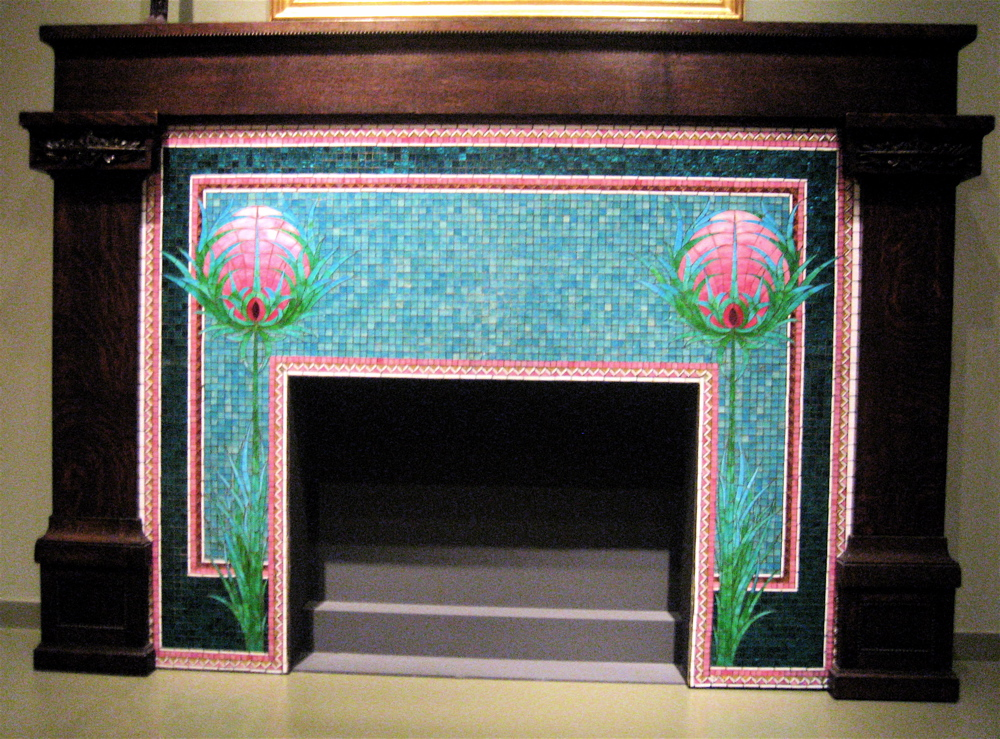
Камін доби сецесії із будинку Патріка Кінга, Чикаго

## Скульптура західноєвропейських митців

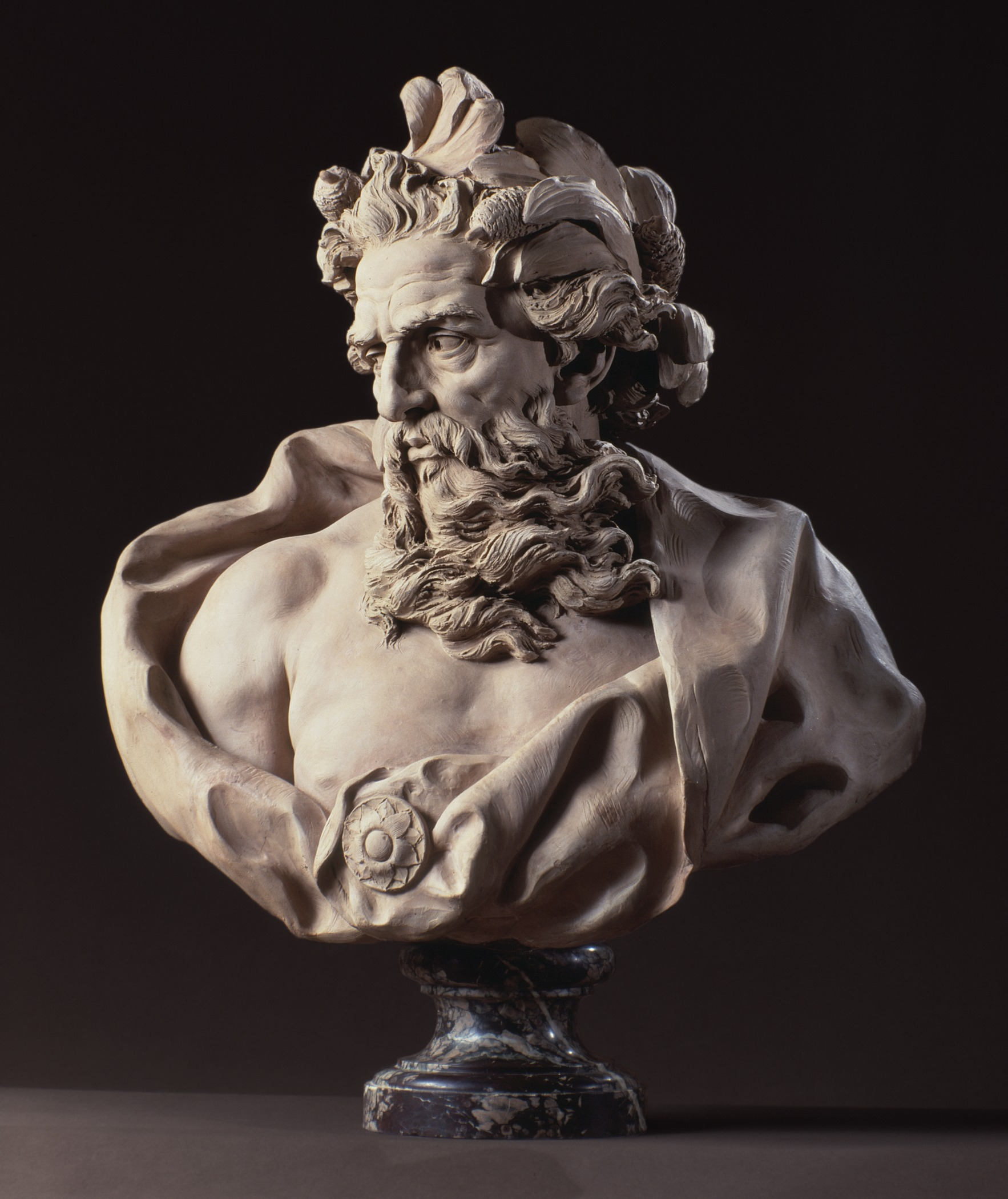
Ламберт Сігісберт Адам (1700–1759) «Погруддя Нептуна»

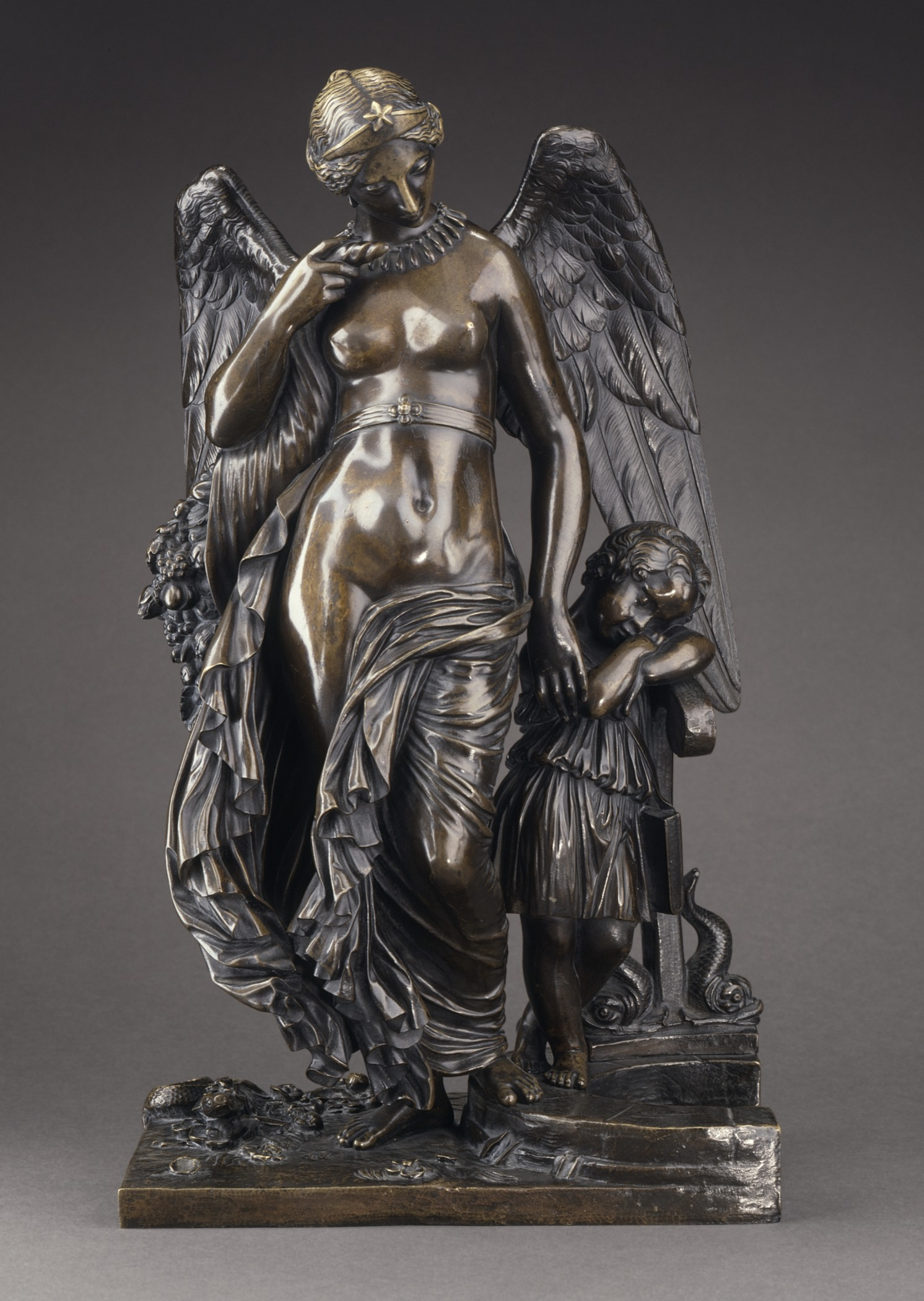
Жан-Жак Прадьє. «Фортуна і дитина»
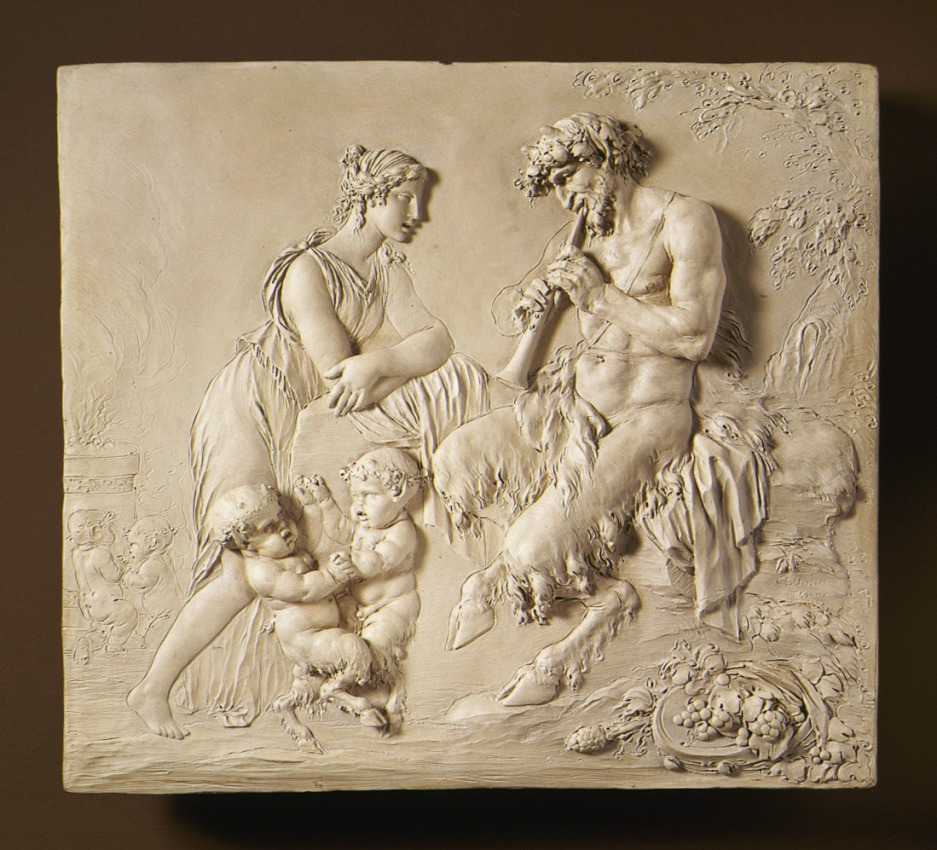
Клодіон. Вакхічна сцена.
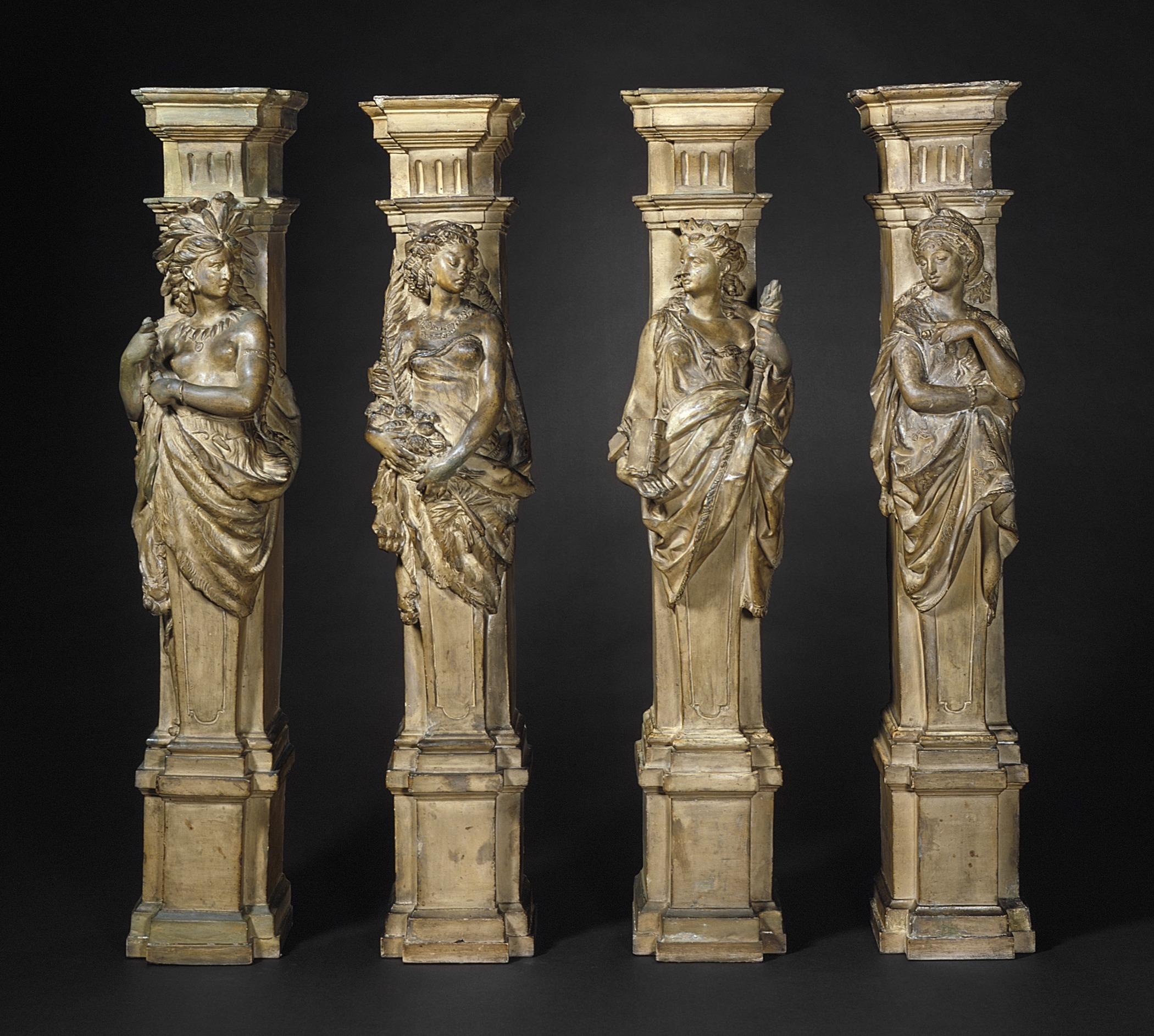
Еме-Жуль Далу. Алегорії чотирьох континентів, 1867 рік
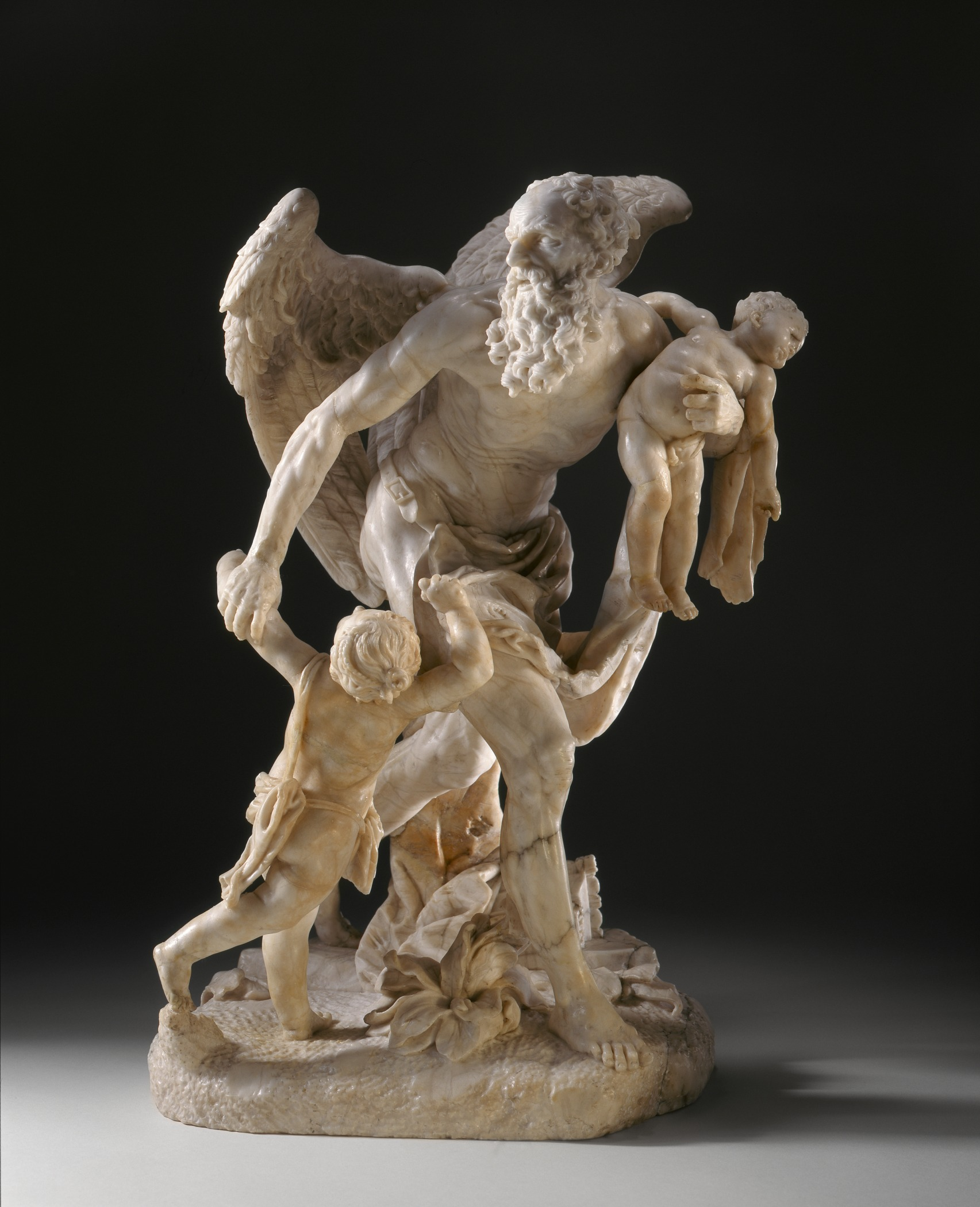
Лазар Віндман (1699–1769), Алегрія з богом часу Хроносом

### Живопис і мистецтво Італії

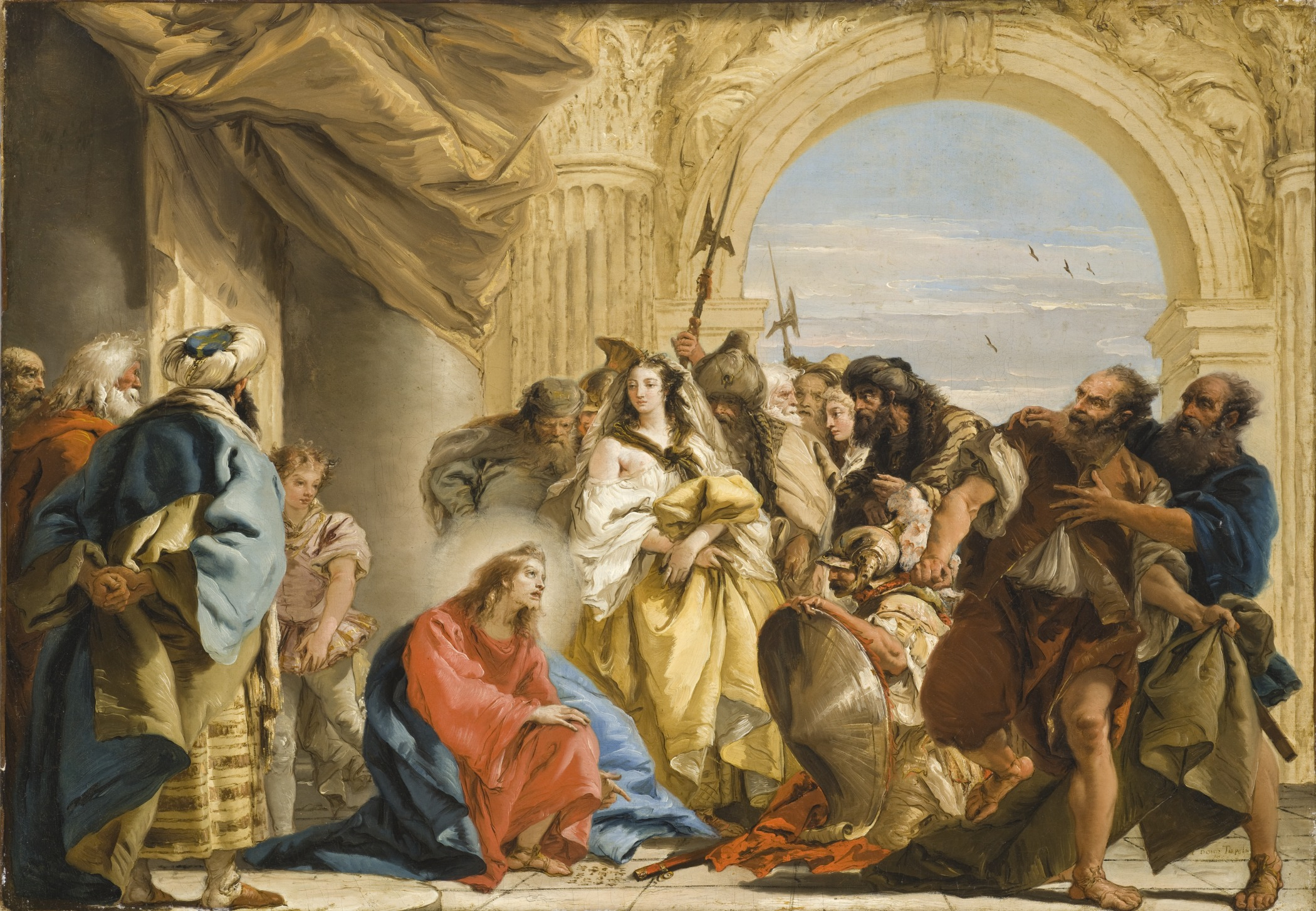
Джованні Баттіста Тьєполо. «Христос і грішниця»

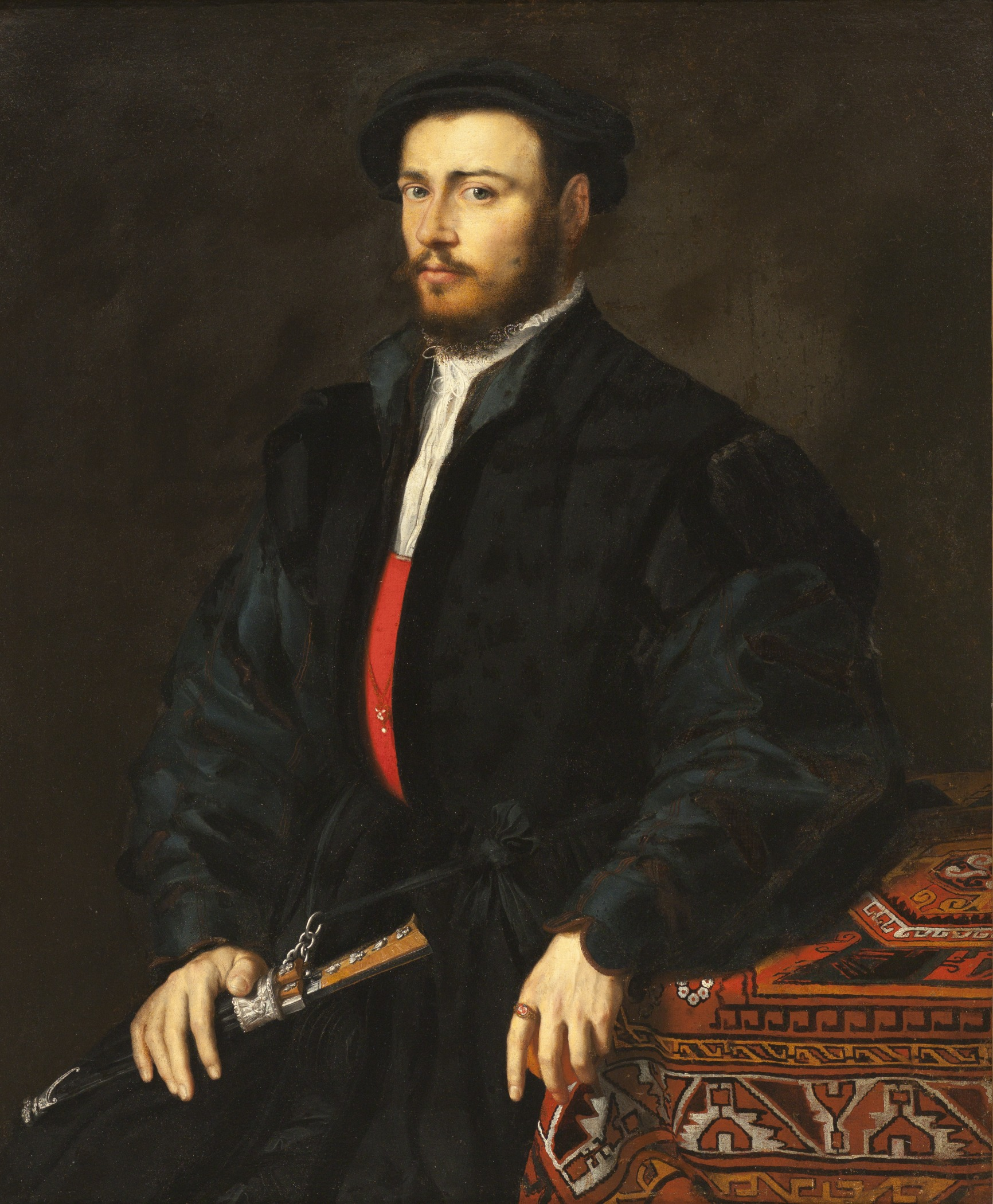
Венеціанська школа 16 ст. «Портрет невідомого пана біля столу»

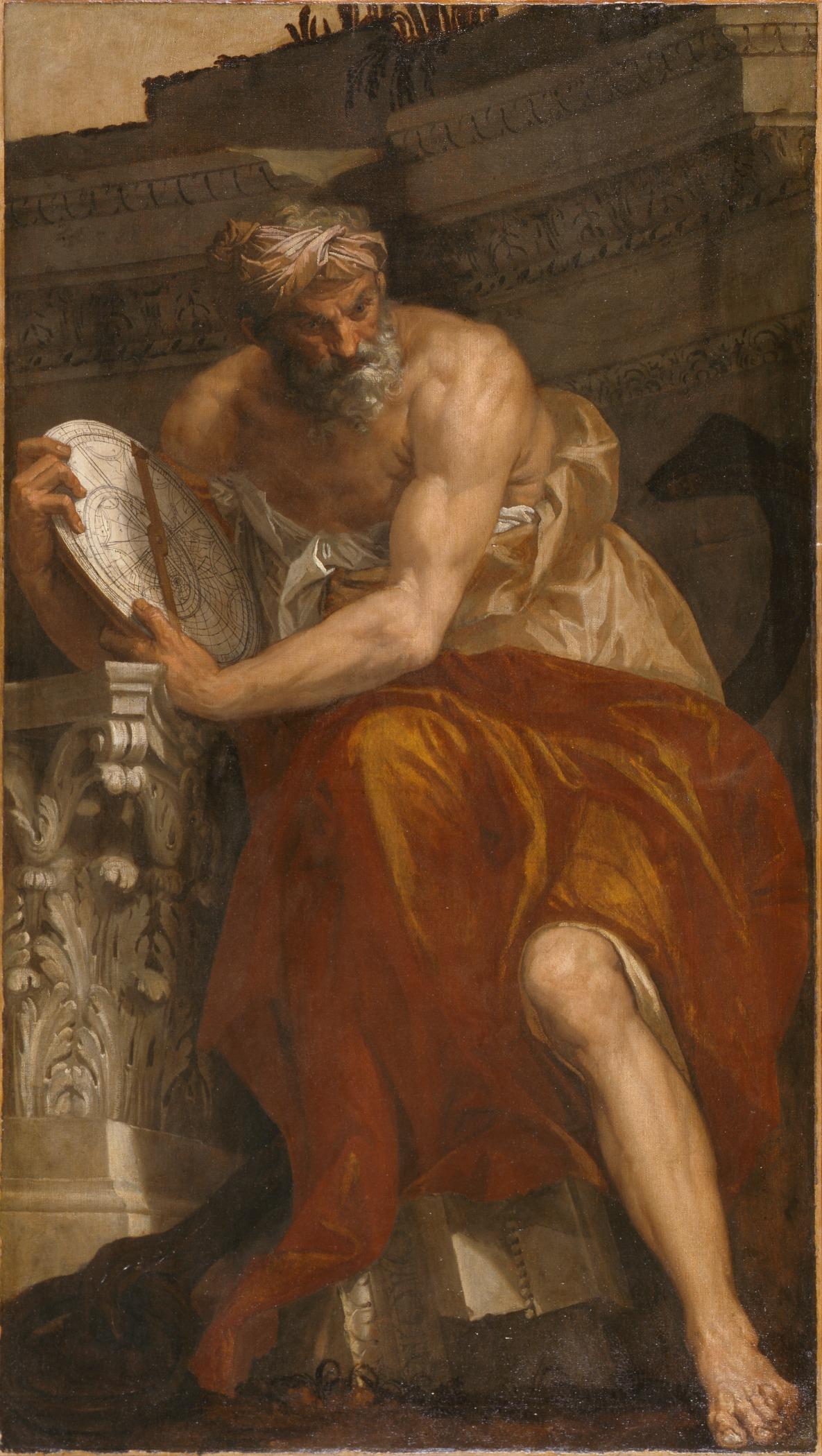
Паоло Веронезе. «Алегорія навігації».

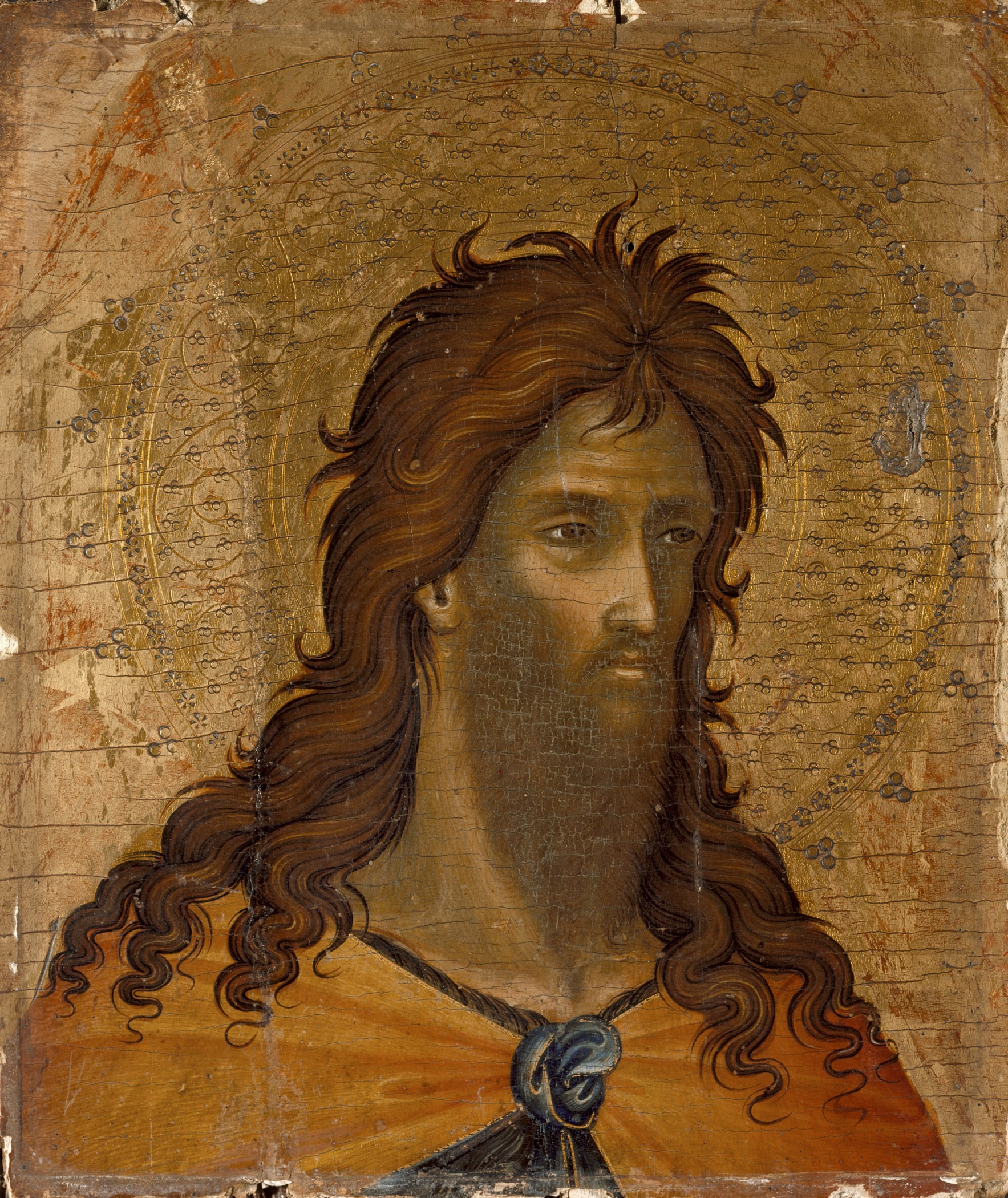
Паоло Венеціано. «Іван Хреститель в Пустелі», 1350 р.
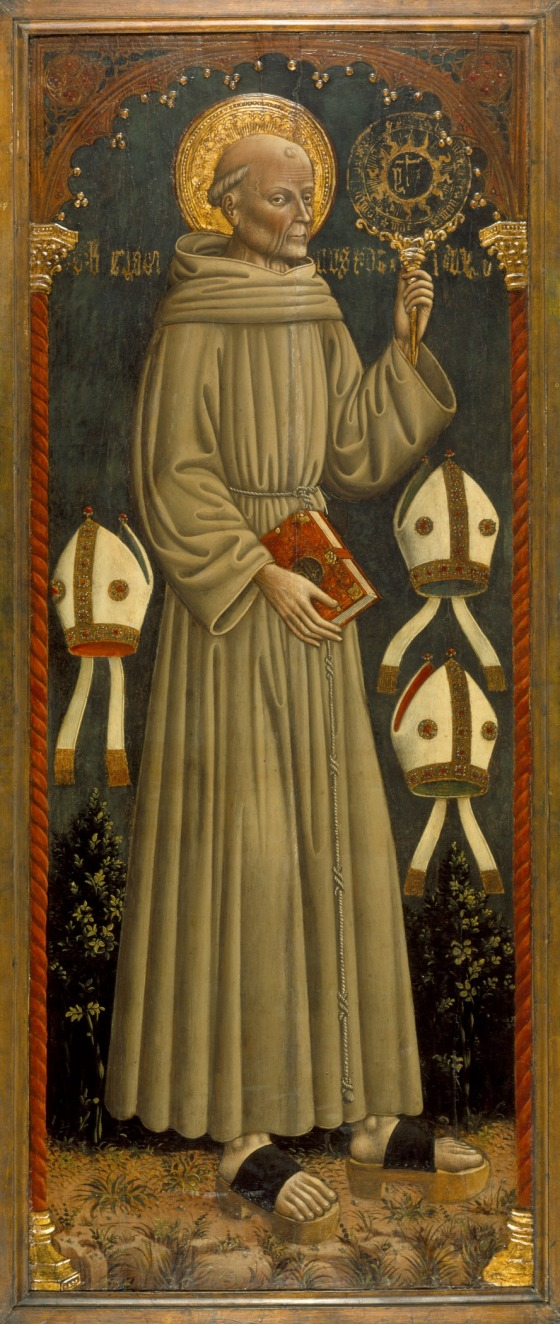
Даріо да Порденоне. Св. Бернардино Сієнський
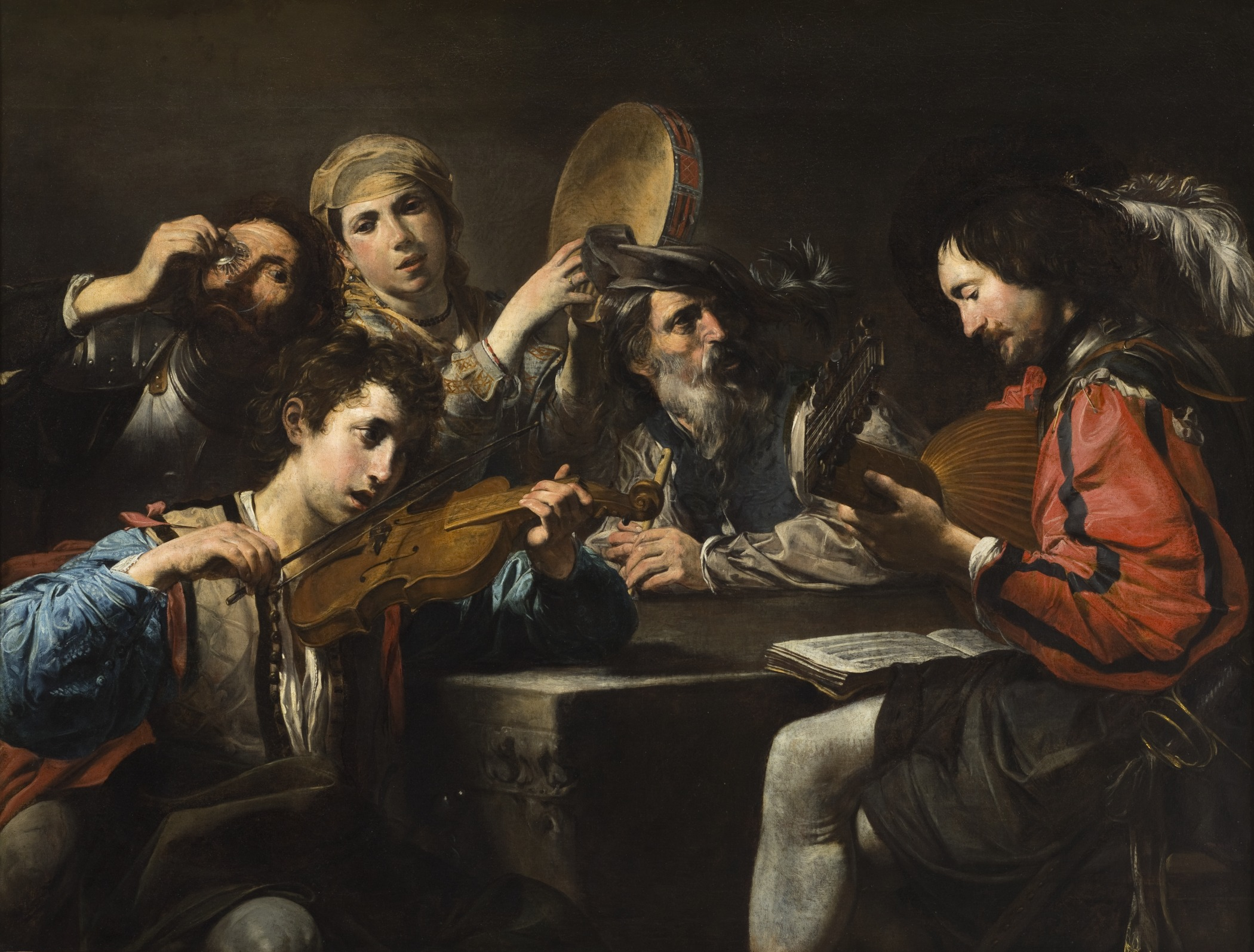
Валантен де Булонь. «Музикування», 1626 р.
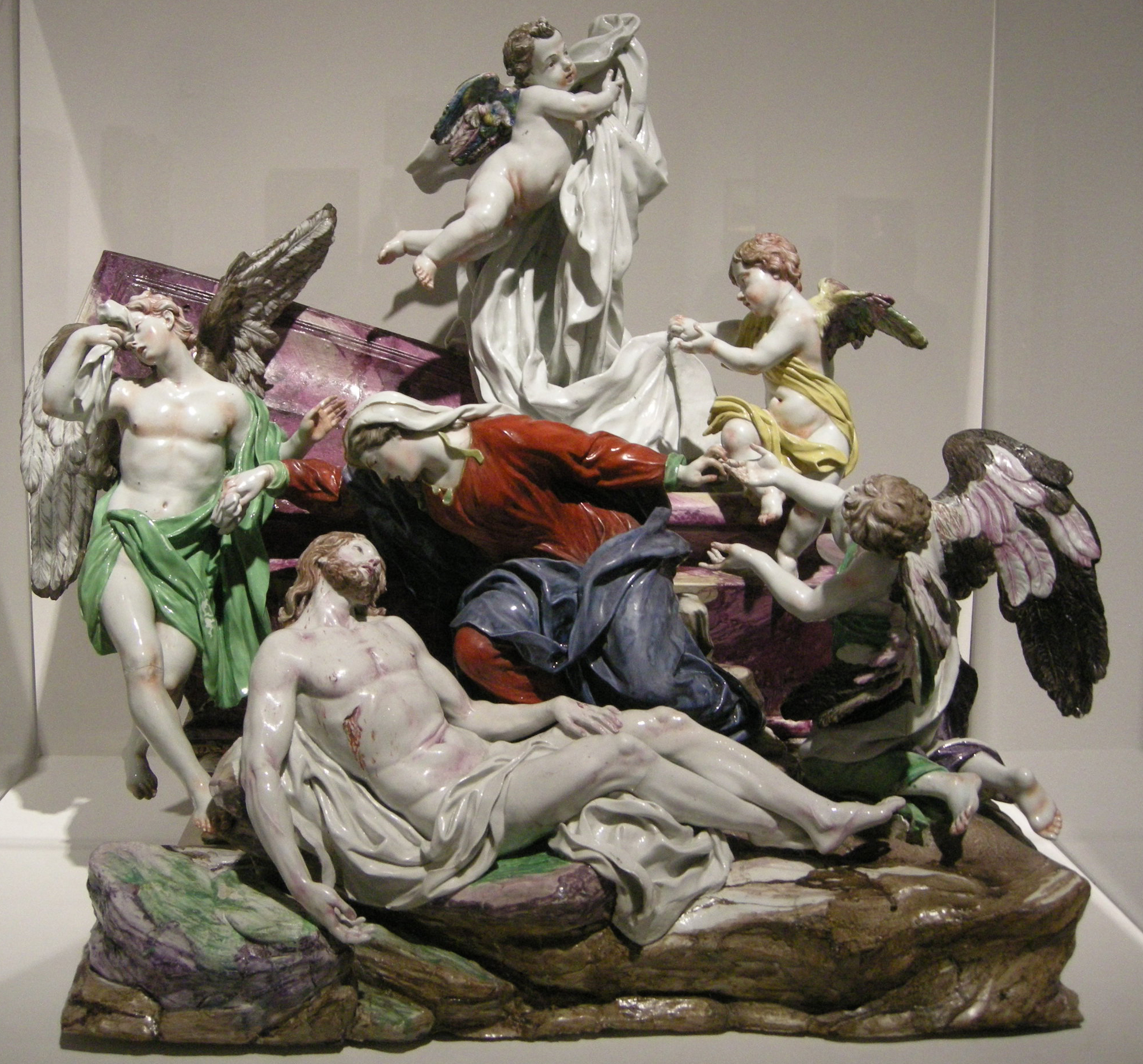
Модель Массіміліано Сольдані 1713 р.. «Оплакування Христа», порцелянова мануфактура Доччіа, 1745 р.
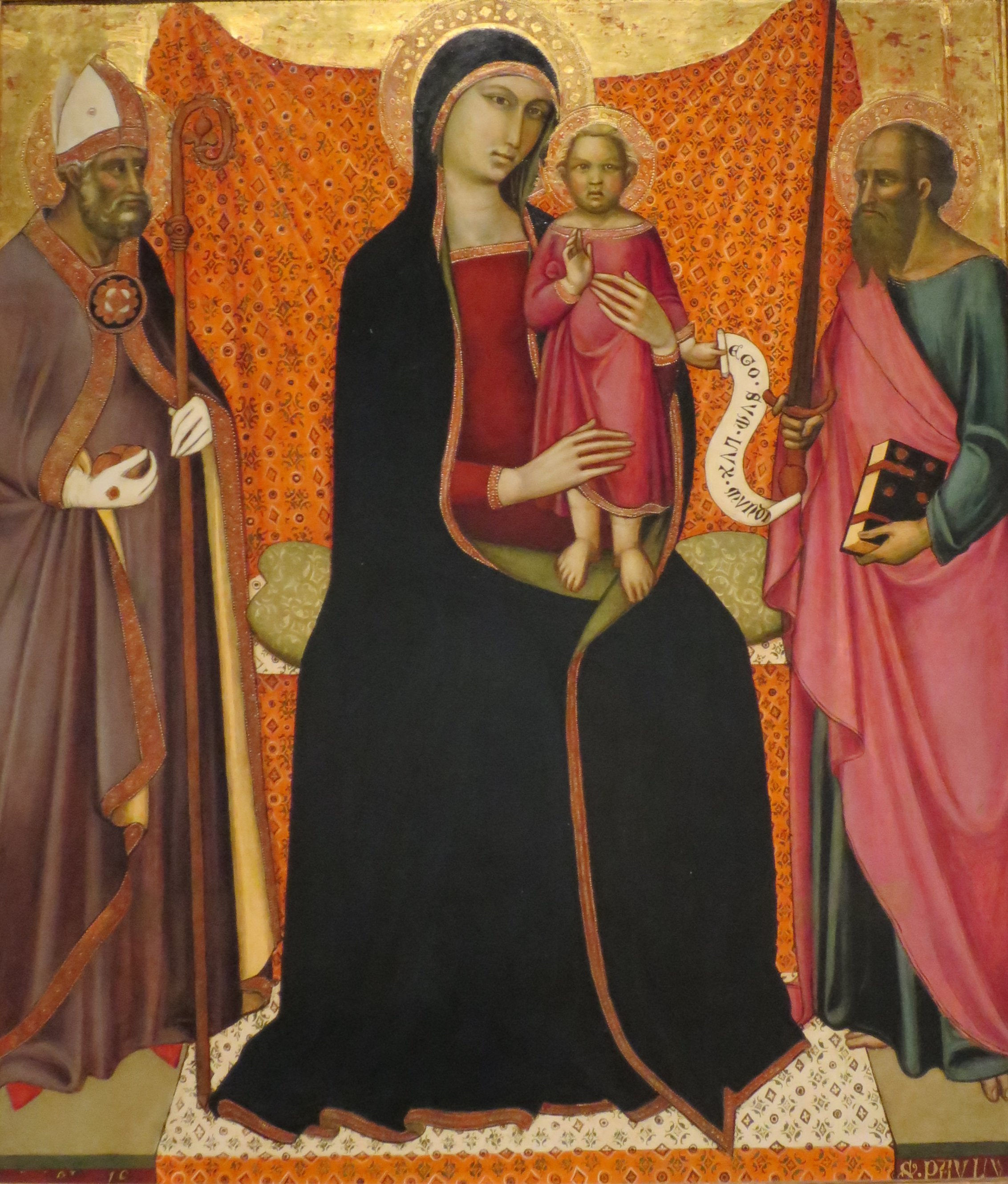
Лука ді Томе (Сієна, 1356–1389). «Мадонна з немовлям і святими»
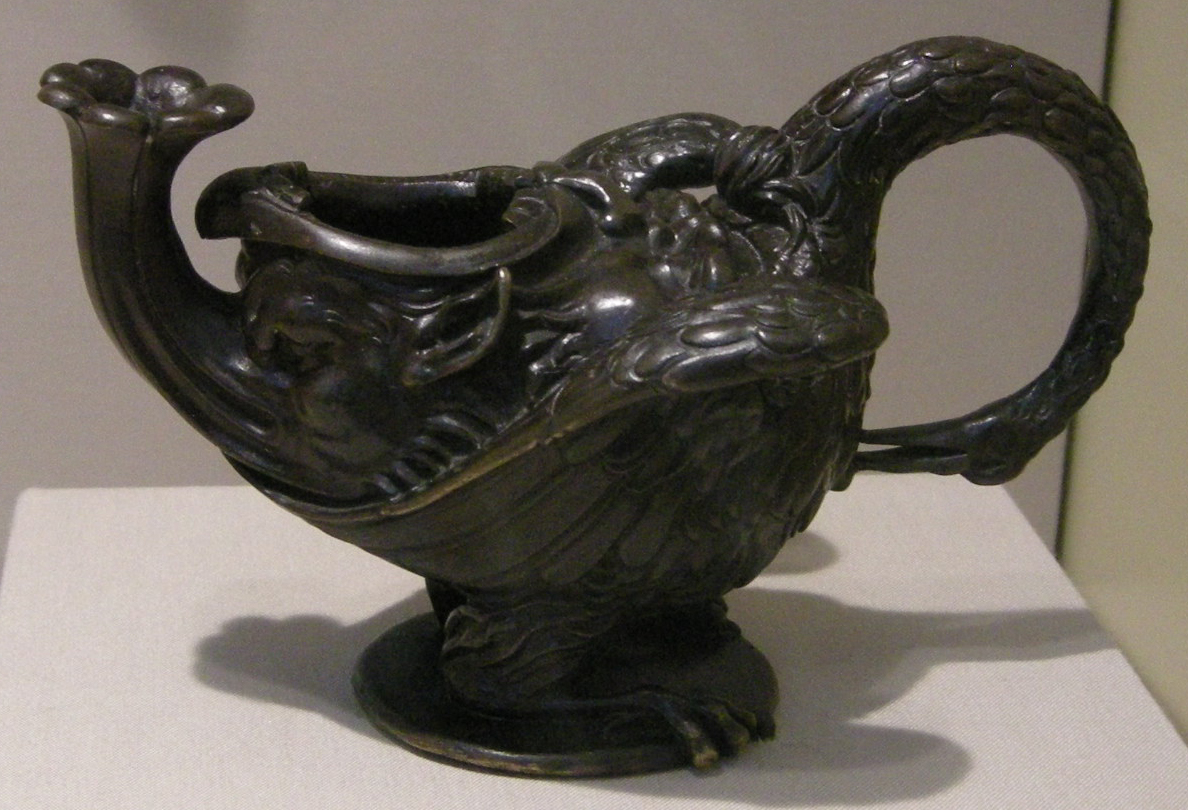
Майстерня Бернардо Буонталенті, Флоренція. Олійна лампа, бронза, до 1600 р.
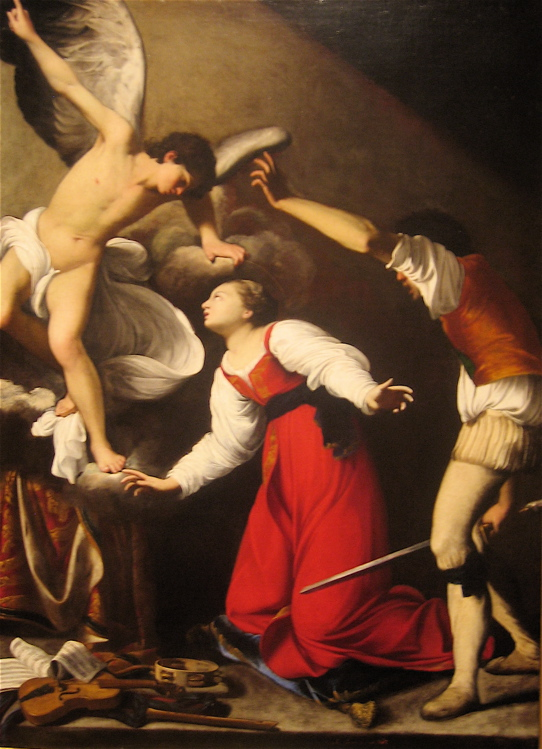
Карло Сарачені. «Мучеництво Св. Цецилії»
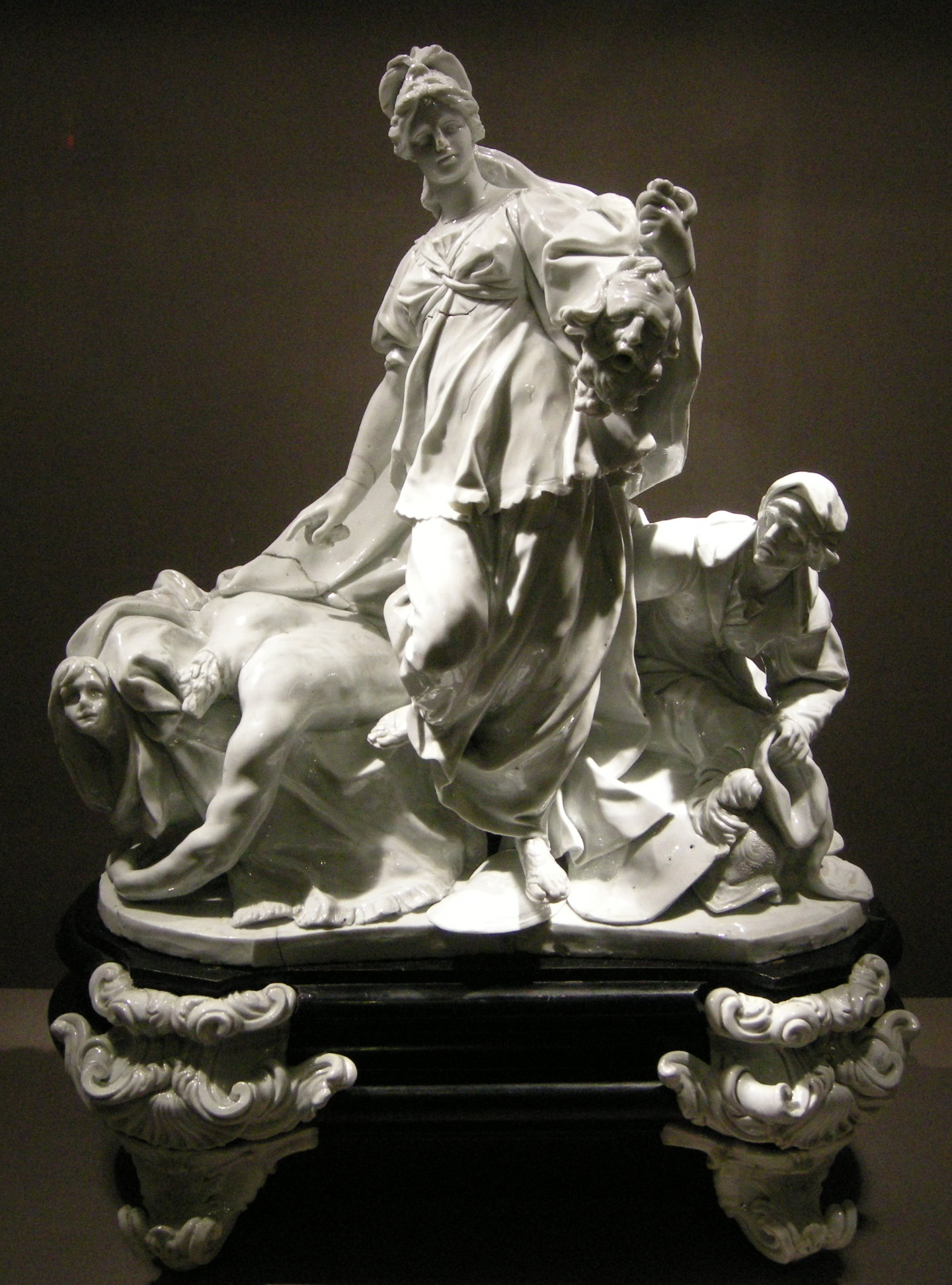
Агостіно Корначчіні, модель 1723 р. «Юдита з головою Олоферна», порцелянова мануфактура Доччіа, 175о р.
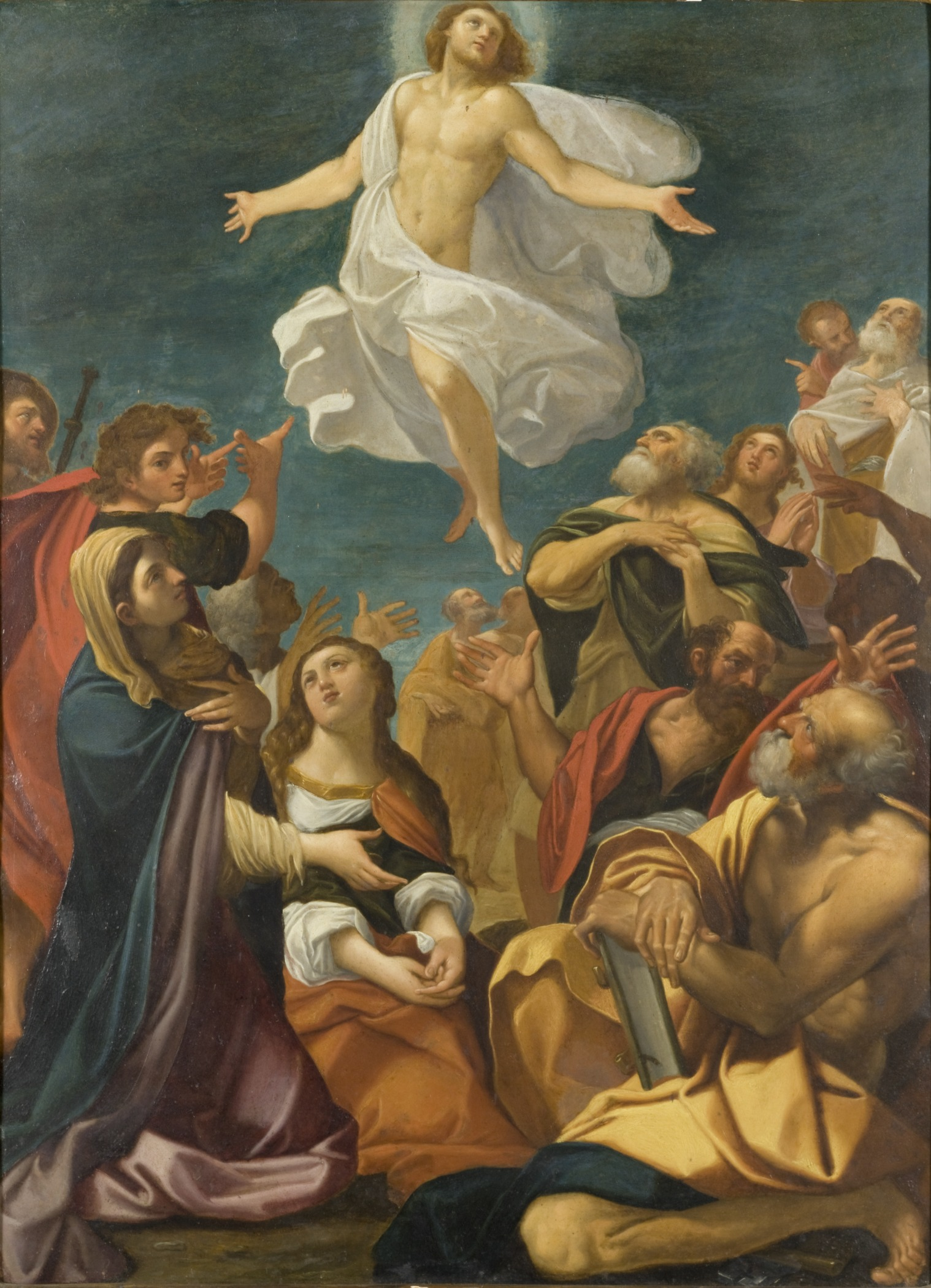
Джакомо Каведоне (1577–1660) «Вознесіння Христа»
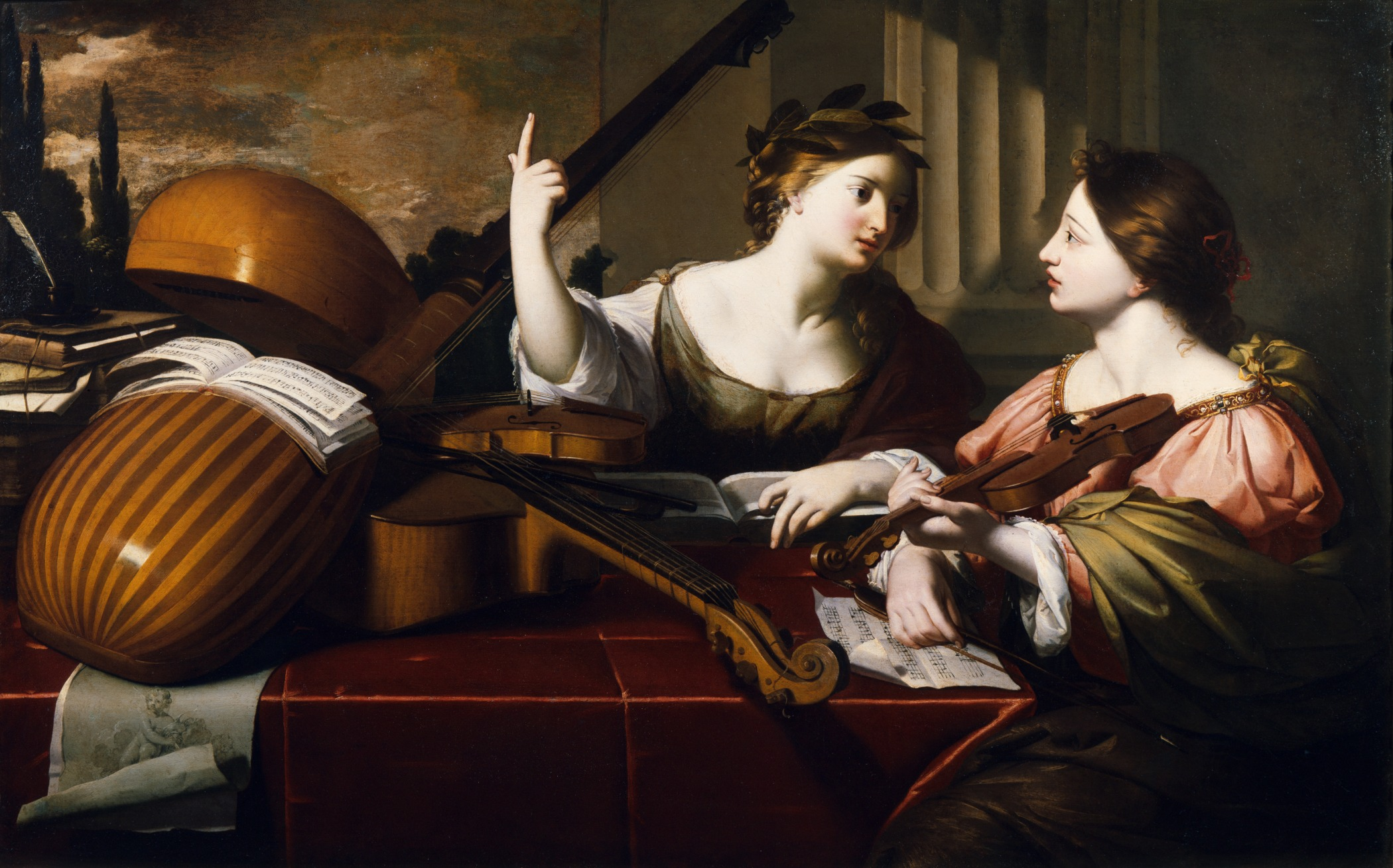
Ніколо Реньєрі, «Бог надихає на музику», 1640 р.
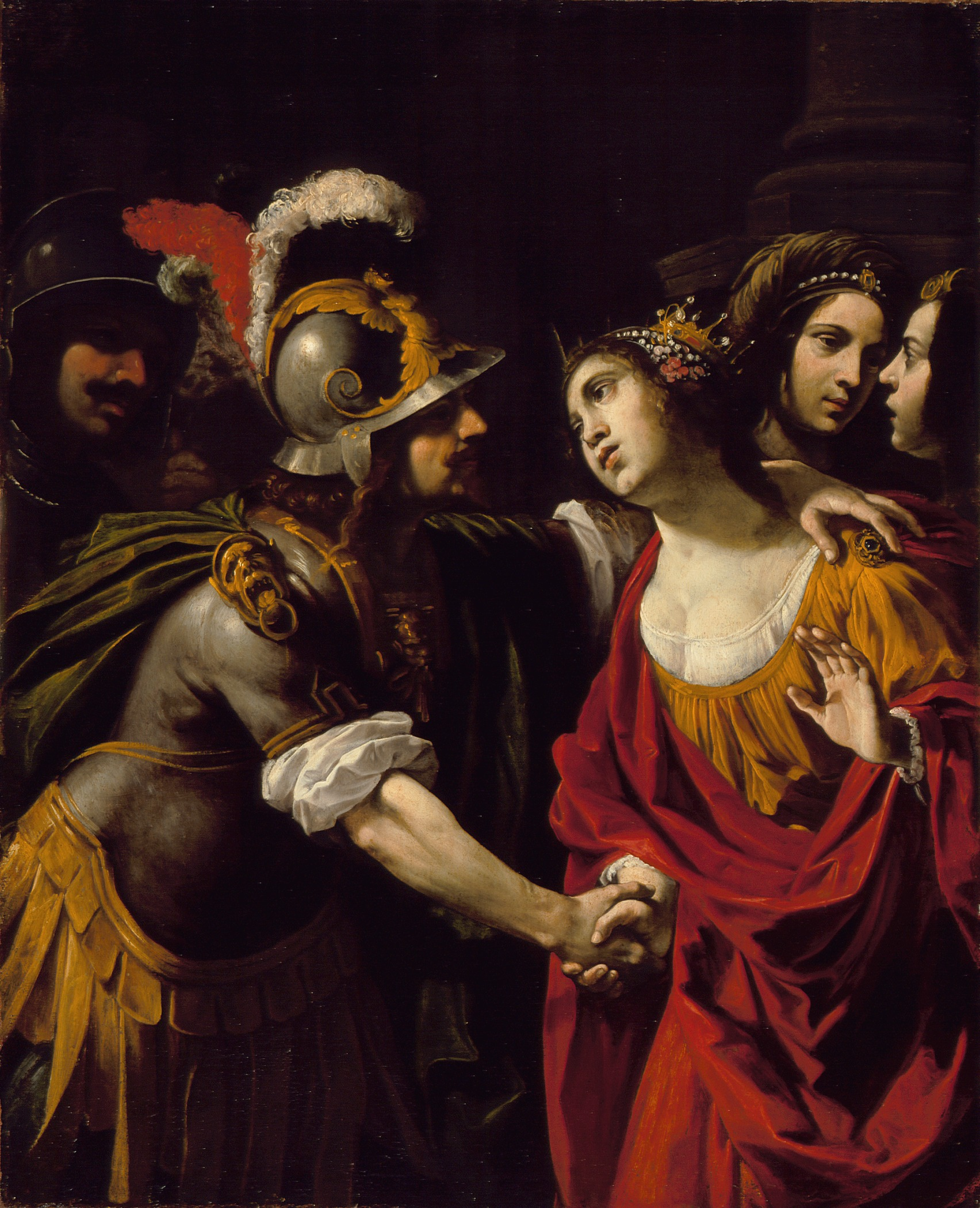
Рутіліо Манетті«Дідона і Еней»
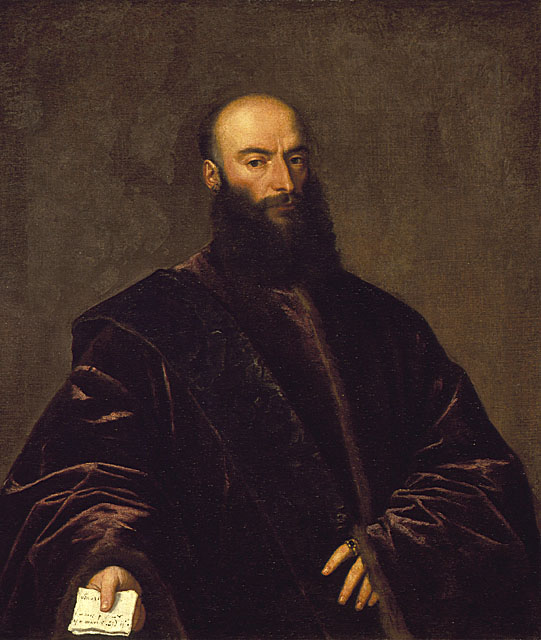
Тиціан, «Портрет Якопо Дольфіна», 1531 р.

## Павільйон японського мистецтва

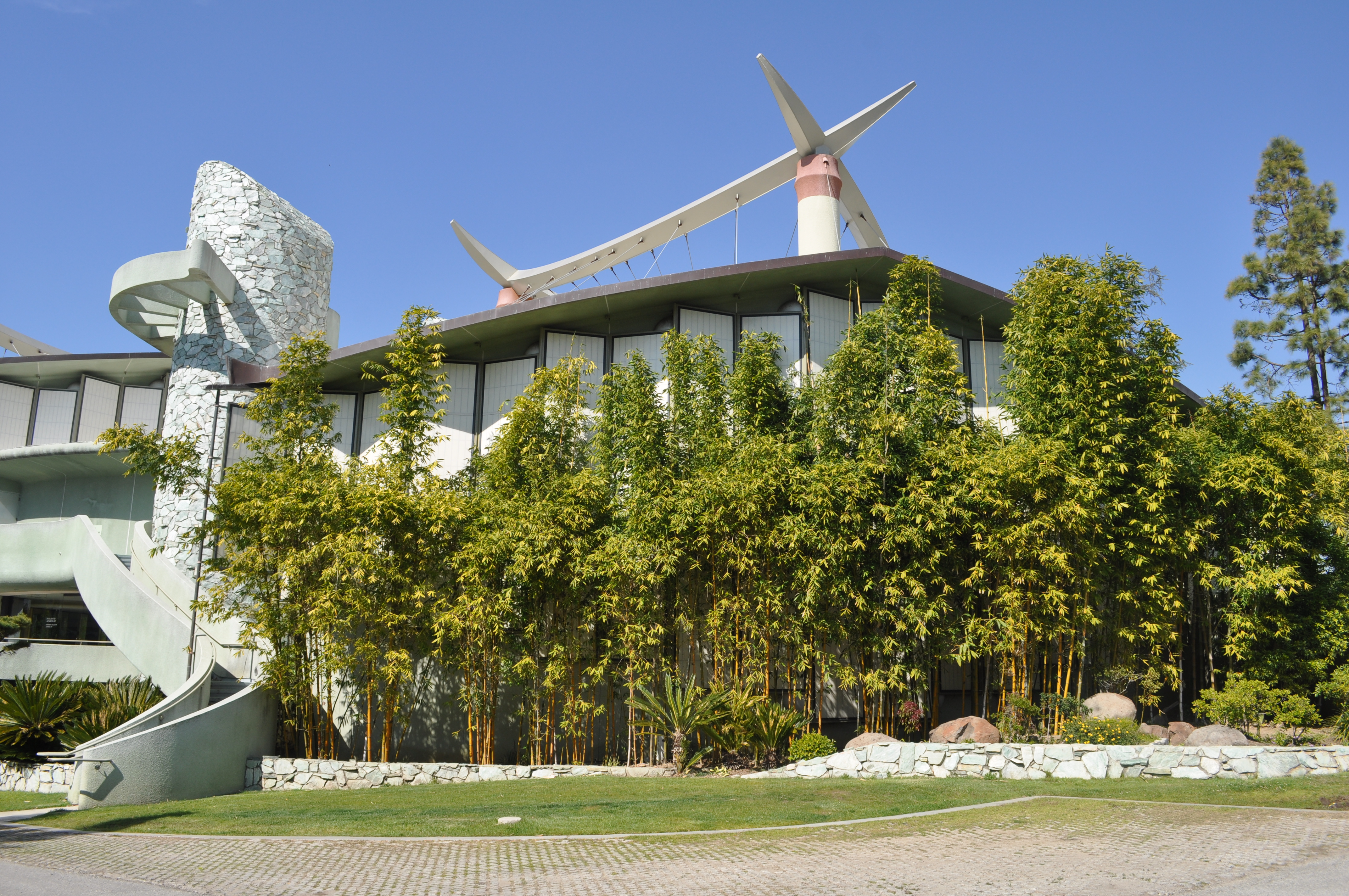
Павільйон японського мистецтва, фасад.

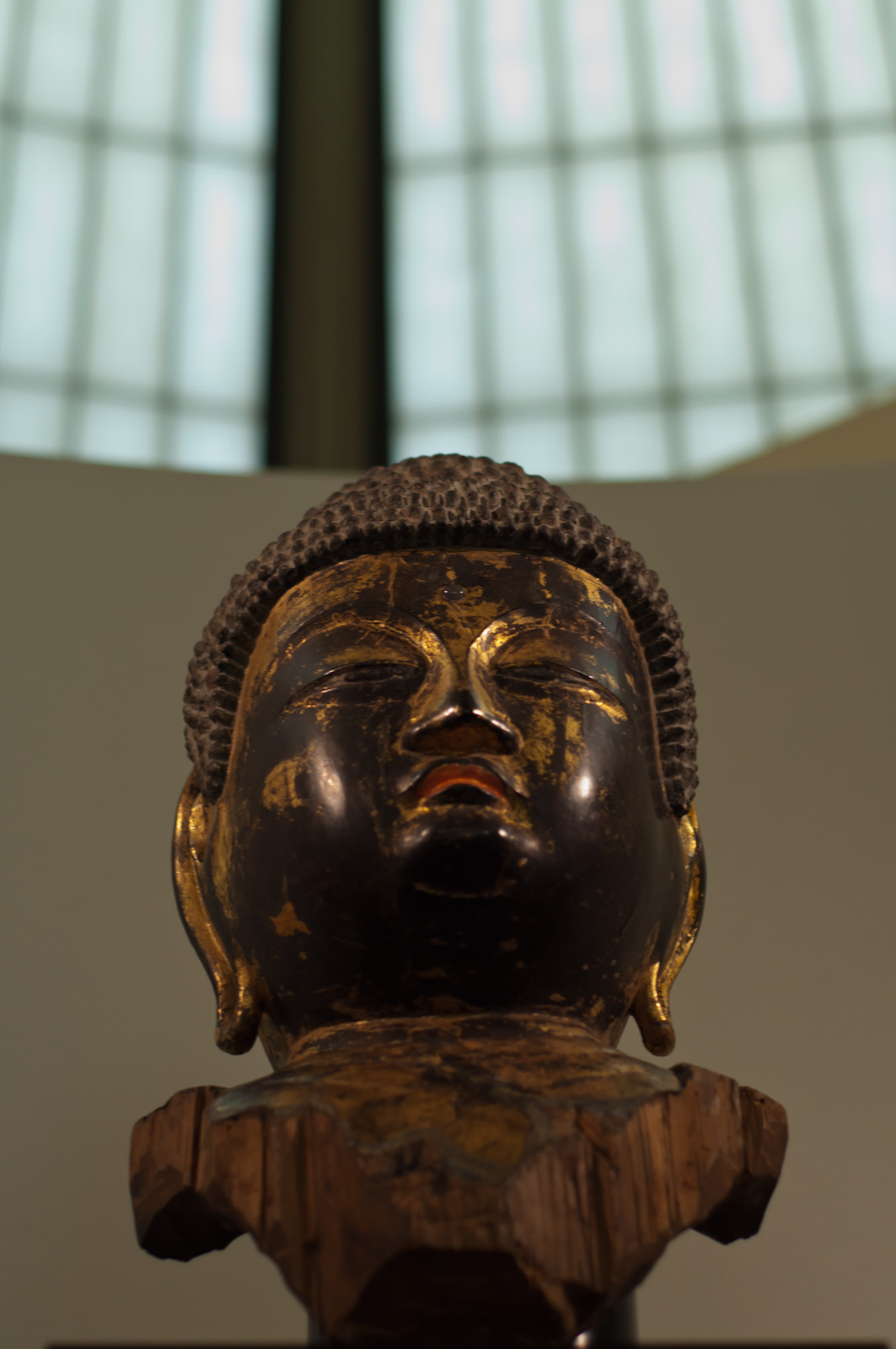
Голова Будди, до 1050 р., золочене дерево
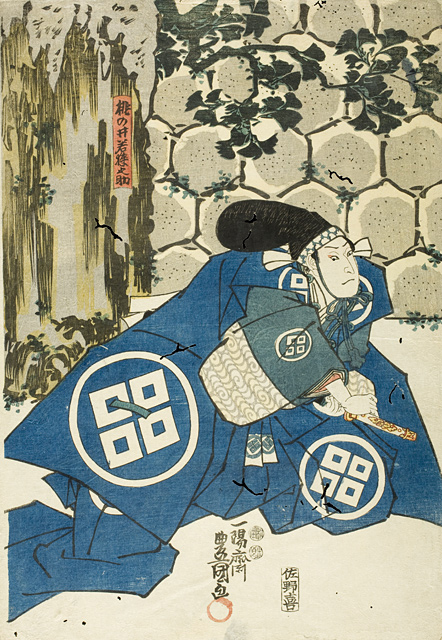
Кутагава Унісада (1786–1865). «Актор в ролі Момоноі Ваканосуке».
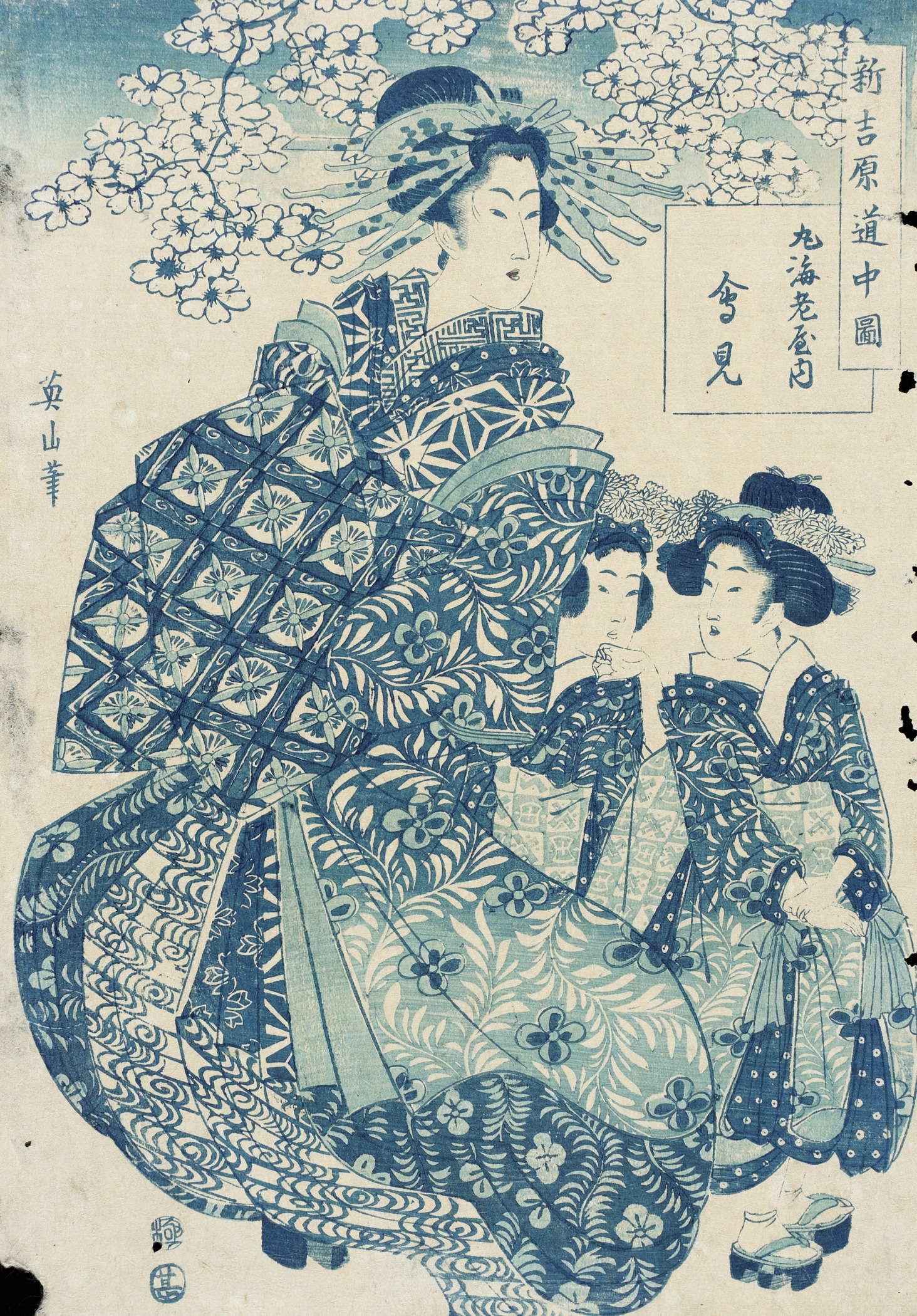
Кікугава Ейцан (1787–1867), серія «Подорож в новий Йосівара»
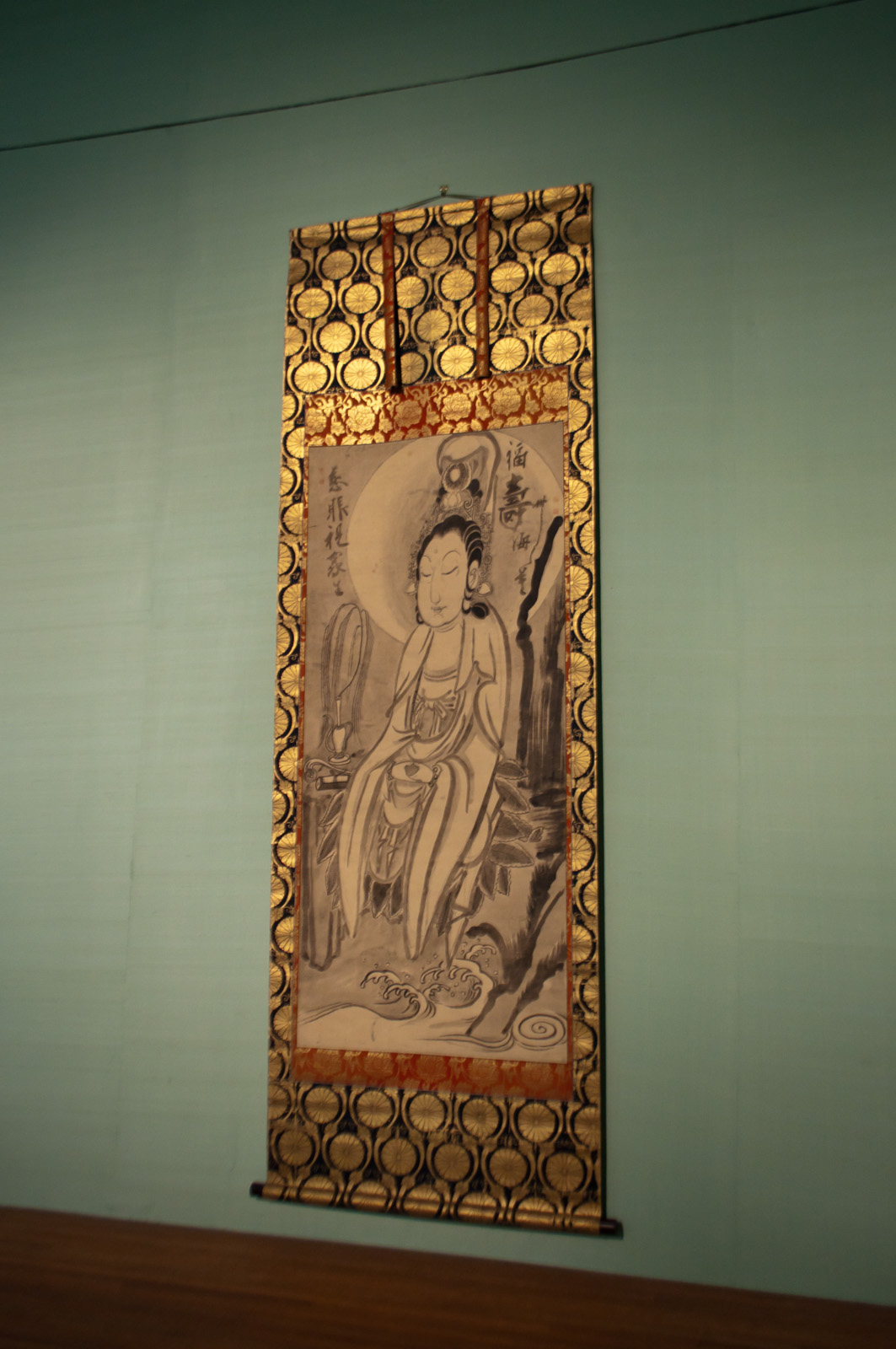
Худ. Хакуін Екаку (1685–1769). «Богиня милосердя Каннон»

## Друкована графіка музейної збірки

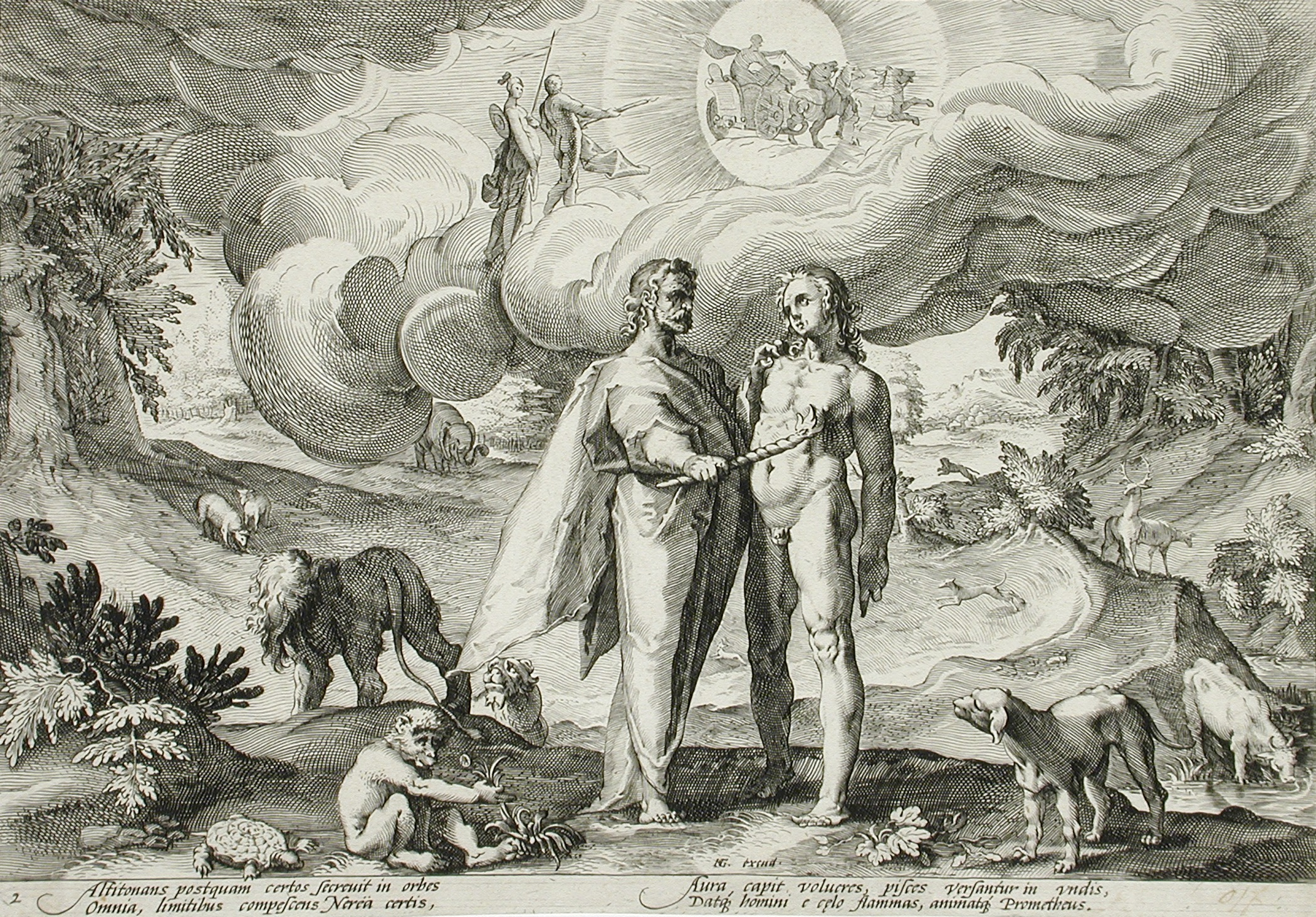
Гендрік Гольціус. «Прометей створює першу земну людину», 1589, Музей мистецтв округу Лос-Анжелес

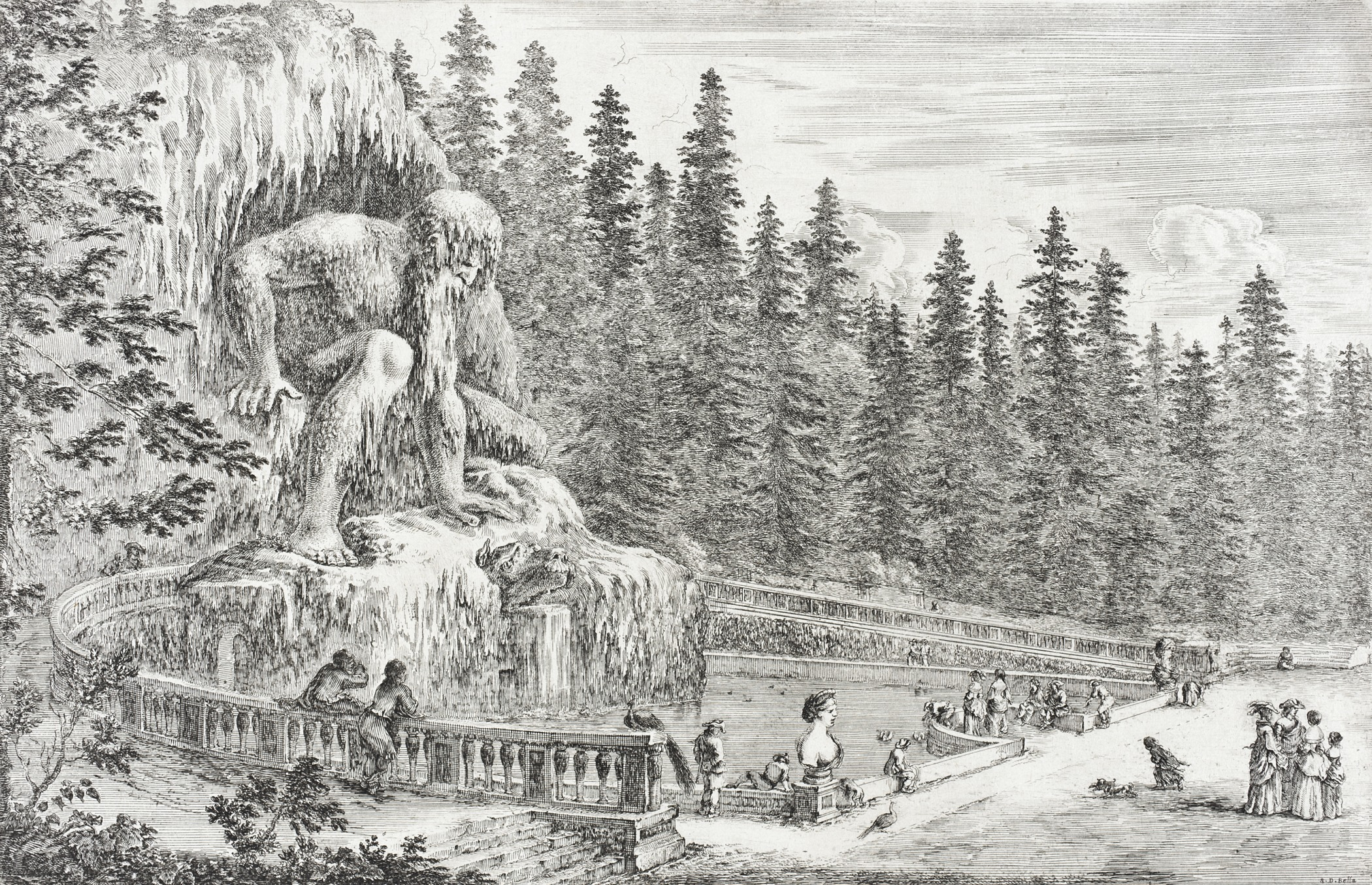
Джованні да Болонья. Фонтан «Алегорія Аппенін». Гравер Стефано делла Белла. Гравюра з серії «Краєвиди вілли Пратоліно», 1653 р. Музей мистецтв округу Лос-Анжелес.

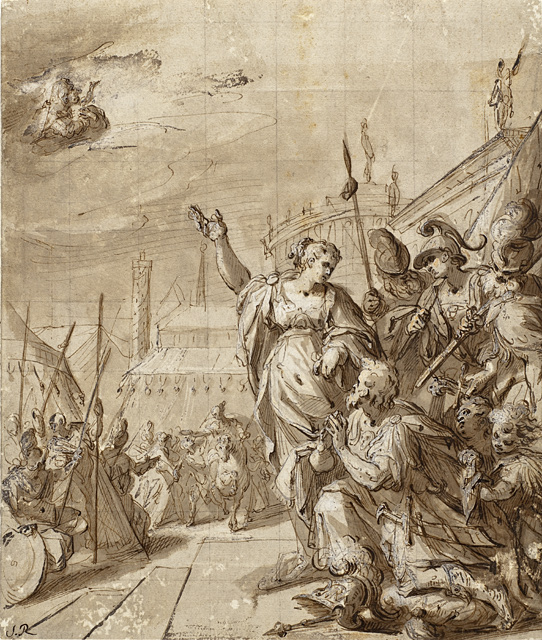
Ганс фон Аахен. «Імператор Август i Сивілла Тибуртинська», до 1585 р.
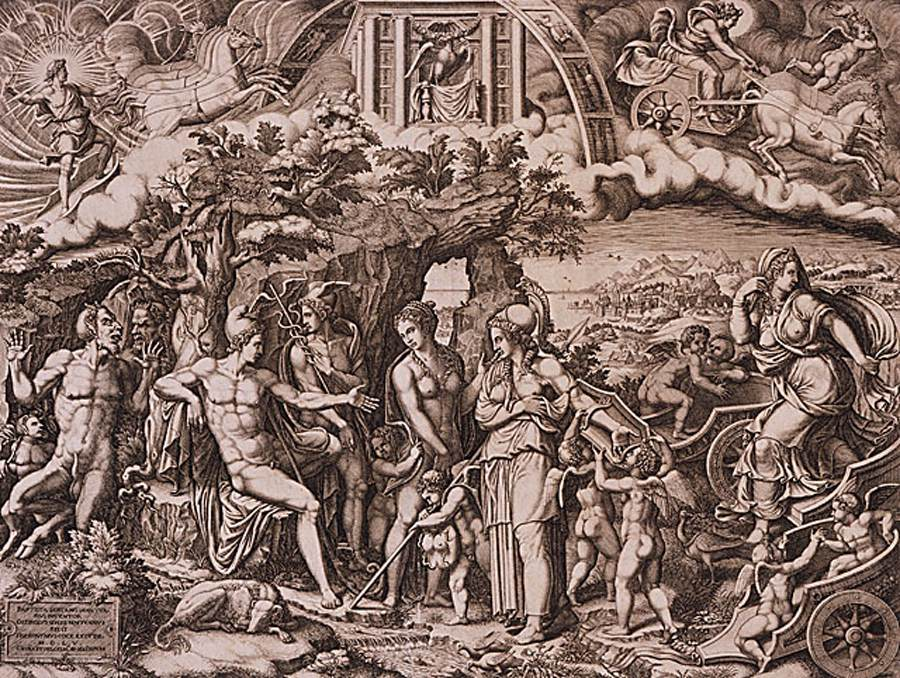
Джорджо Гізі. «Суд Париса», 1555 р.
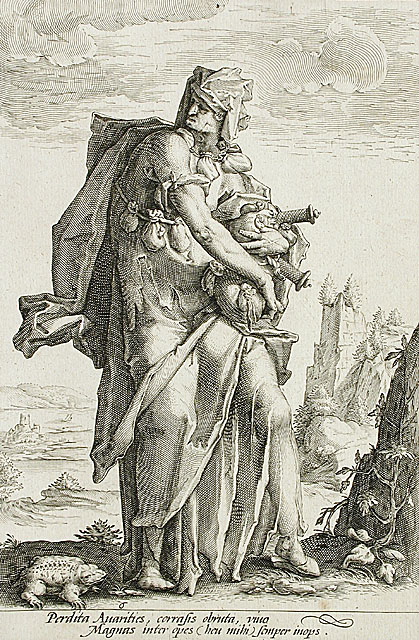
Якоб Матам. «Алегорія жадоби», 1587 р.
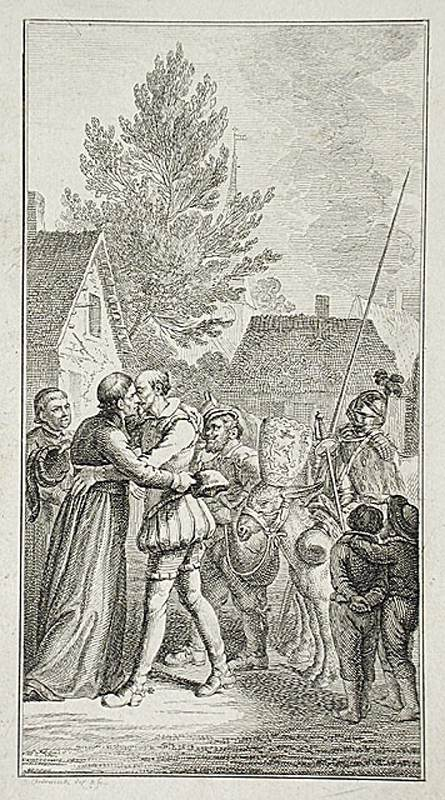
Даніель Ходовецький. «Дон Кіхот», ілюстрація
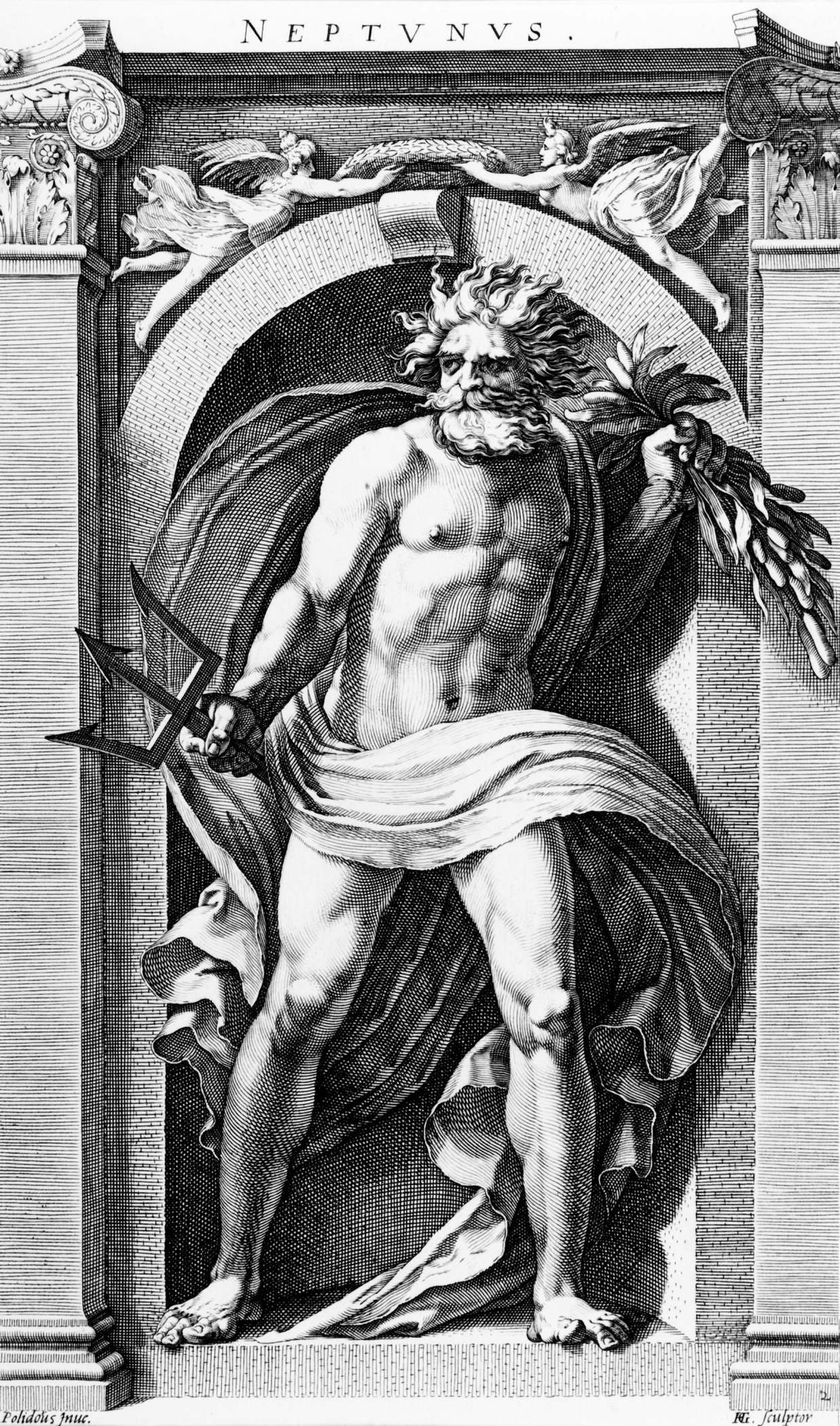
Гендрік Гольціус. «Нептун», 1592
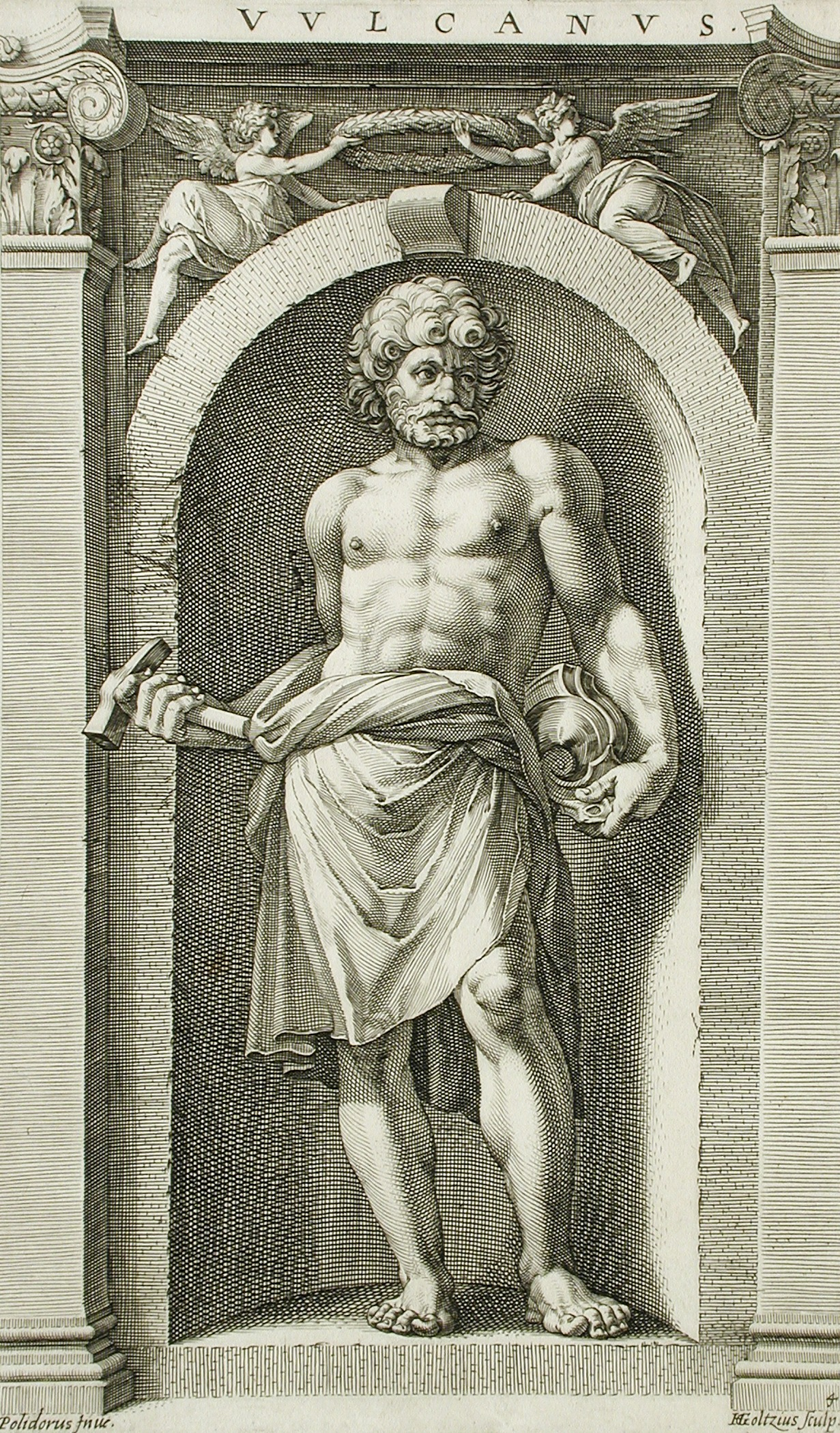
Гендрік Гольціус. «Вулкан», 1592, Музей мистецтв округу Лос-Анжелес